# Пам'ятні, ювілейні і інвестиційні монети СРСР

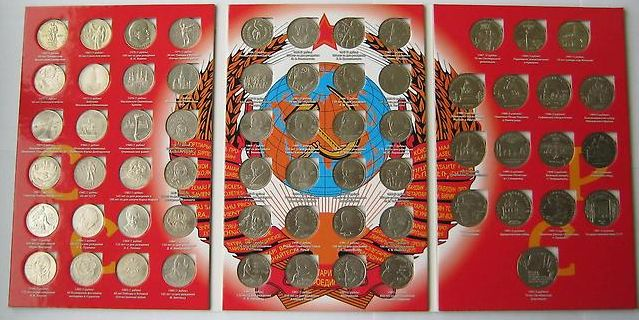
Ювілейні мідно-нікелеві монети СРСР в альбомі-планшеті

На аверсі переважної більшості пам'ятних і ювілейних монет СРСР традиційно зображувався герб СРСР зразка 1956 року

Пам'ятні та ювілейні монети СРСР — монети радянського карбованця, випущені Держбанком СРСР, присвячені пам'ятним подіям і ювілеям історичних діячів та діячів культури. Масове карбування почалося з 1965-го і тривало до 1991 року. Карбувалися дві категорії монет: з недорогоцінних металів (мідно-нікелевий сплав і біметал) — у 10, 15, 20, 50 копійок і 1, 3 та 5 карбованців; з дорогоцінних металів (срібло, золото, платина і паладій) — у 3, 5, 10, 25, 50, 100 і 150 карбованців. 

## Статистична таблиця випуску монет
| Метал/Рік             | 1965 | 1967 | 1970 | 1975 | 1977 | 1978 | 1979 | 1980 | 1981 | 1982 | 1983 | 1984 | 1985 | 1986 | 1987 | 1988 | 1989 | 1990 | 1991 | Разом |
| --------------------- | ---- | ---- | ---- | ---- | ---- | ---- | ---- | ---- | ---- | ---- | ---- | ---- | ---- | ---- | ---- | ---- | ---- | ---- | ---- | ----- |
| Мідно-нікелевий сплав | 1    | 5    | 1    | 1    | 2    | 1    | 2    | 2    | 2    | 1    | 3    | 3    | 4    | 2    | 6    | 5    | 9    | 8    | 16   | 74    |
| Біметал               | -    | -    | -    | -    | -    | -    | -    | -    | -    | -    | -    | -    | -    | -    | -    | -    | -    | -    | 2    | 2     |
| Срібло                | -    | -    | -    | -    | 6    | 8    | 7    | 7    | -    | -    | -    | -    | -    | -    | -    | 2    | 2    | 3    | 5    | 40    |
| Золото                | -    | -    | -    | -    | 1    | 2    | 2    | 1    | -    | -    | -    | -    | -    | -    | -    | 2    | 2    | 2    | 10   | 22    |
| Платина               | -    | -    | -    | -    | 1    | 1    | 1    | 2    | -    | -    | -    | -    | -    | -    | -    | 1    | 1    | 2    | 2    | 11    |
| Паладій               | -    | -    | -    | -    | -    | -    | -    | -    | -    | -    | -    | -    | -    | -    | -    | 1    | 2    | 5    | 6    | 14    |

## Історія

### Монети з недорогоцінних металів

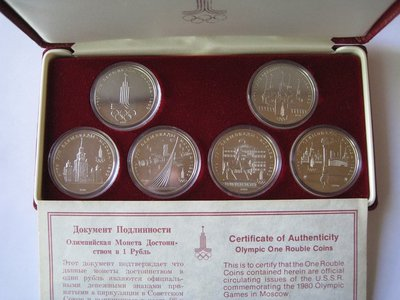
Серія мідно-нікелевих монет в 1 карбованець, присвячених Олімпіаді-80 в футлярі з сертифікатом

1965 року було покладено початок нової традиції — випуску ювілейних радянських монет. Першою в обіг була випущена мідно-нікелева монета номіналом 1 карбованець, присвячена 20-річчю Перемоги над фашистською Німеччиною у Великій Вітчизняній війні 1941—1945 років. Перші роки випуск пам'ятних і ювілейних монет мав епізодичний характер. За період 1965—1977 років було випущено вісім монет, з них п'ять 1967 року — в ознаменування 50-річчя радянської влади. З 1977 року пам'ятні ювілейні монети випускалися щорічно. При цьому збільшувалася кількість видів монет: 1987 року було випущено шість монет, 1988 року — п'ять, 1989 року — дев'ять. Перший час монети з мідно-нікелевого сплаву випускалися тільки номіналом 1 карбованець. З 1987 року вперше в практиці радянської монетної справи стали карбувати ювілейні монети номіналом три і п'ять карбованців. Разом з тим 1967 році в ознаменування 50-річчя радянської влади, крім монети номіналом 1 карбованець, було випущено ювілейні монети номіналом 10, 15, 20 і 50 копійок. Але надалі випуск монет таких дрібних номіналів поширення не отримав через труднощі розміщення малюнка на полі монети.
Одним з основних тематичних напрямів у випусках пам'ятних і ювілейних мідно-нікелевих монет був випуск монет, присвячених видатним людям. Цей напрямок бере початок з 1970 року, коли була випущена монета в ознаменування 100-річчя з дня народження В. І. Леніна. Надалі випускалися монети на честь видатних особистостей пов'язаних з громадською і політичною діяльністю, наукою, культурою і мистецтвом, наприклад: Івана Федорова, С. С. Прокоф'єва, Д. І. Менделєєва, О. С. Попова, О. С. Пушкіна, М. В. Ломоносова, Л. М. Толстого, А. П. Чехова, П. І. Чайковського, Хамзи Хакім-заде Ніязі, Міхая Емінеску, Франциска Скорини, Яніса Райніса, Алішера Навої, Нізамі Гянджеві, Махтумкулі і інші. Випуском пам'ятних карбованців були відзначені ювілеї космічних польотів Юрія Гагаріна і Валентини Терешкової, кілька ювілеїв Перемоги радянського народу у Великій Вітчизняній війні 1941—1945 років, 175-річчя Бородінської битви, кілька ювілеїв Жовтневої революції, радянсько-болгарській дружбі, 60-річчя утворення СРСР, XII Міжнародний фестиваль молоді і студентів у Москві та Міжнародний рік світу й інші події.
З 1988 року було розпочато карбування монет у 5 карбованців, присвячених видатним пам'яткам архітектури, історії та культури СРСР. Також цього року були випущені невеликим тиражем новороби (рос. «Новодел») 19 видів пам'ятних і ювілейних монет (поліпшеної якості) за зразками монет, випущених в обіг до 1987 року. На гурті цих монет було вказано рік карбування «1988» і буква «Н». У 1977—1980 роках було випущено найбільшу серію пам'ятних монет СРСР, присвячених XXII Олімпіаді в Москві, до цієї серії також увійшли шість мідно-нікелевих монет в 1 карбованець. На зворотному боці монет зображалася олімпійська символіка, пам'ятки і панорама Москви. Ще однією монетою, яка була викарбувана з нагоди поточних подій стали 3 карбованці, випущені 7 грудня 1989 року в день річниці катастрофічного землетрусу у Вірменії, присвячені всенародній допомозі вірменському народу.
Наприкінці 1991 року вийшла серія з 6 монет, присвячених XXV Літнім Олімпійським іграм в Барселоні, Іспанія. На монетах представлені олімпійські види спорту — «Велоспорт», «Метання списа», «Боротьба», «Стрибки в довжину», «Важка атлетика» і «Легка атлетика». У 1991 році вийшли перші колекційні монети з серії «Червона книга СРСР» із зображенням занесених до цієї книги тварин: гвинторогого козла (мархур) і рибного пугача. Відмінність їх від інших мідно-нікелевих монет полягає в тому, що вони карбовані з біметалу: зовнішня частина монети з мідно-нікелевого сплаву білого кольору, а внутрішня — з мідно-цинкового сплаву жовтого кольору. Випуск таких монет переслідував мету привернути увагу до проблеми захисту тварин.
Монети з недорогоцінних металів звичайної якості карбування надходили в обіг, а екземпляри високої якості (пруф і анциркулейтед) можна було купити в сувенірних магазинах, заходах й іншому.

### Монети з дорогоцінних металів
У 1977—1980 роках на честь Олімпіади-80, було викарбувано перші монети з дорогоцінних металів. В обіг була випущена серія з 39 пам'ятних монет зі срібла, золота й платини, які мали попит на міжнародному нумізматичному ринку. Випуск цих монет привернув увагу широкого кола нумізматів у всьому світі. Монети зі срібла (28 монет) номіналом 5 і 10 карбованців були об'єднані в шість серій: «Географічна серія», «Швидше», «Вище», «Сильніше», «Спорт і грація», «Народні види спорту». На монетах із золота номіналом 100 карбованців (6 монет) зображено різні спортивні споруди в Москві і олімпійський вогонь, а також алегорія «Спорт і мир». На монетах з платини номіналом 150 карбованців (5 монет) — Емблема Олімпійських Ігор 1980 року на тлі лаврового вінка і фрагменти Олімпійських Ігор давнини. Олімпійська серія мала занадто великі як для монет з дорогоцінних металів наклади (від 40 тисяч штук платинових монет до 450 тисяч срібних), що було враховано при відновленні практики виготовлення монет з дорогоцінних металів 1988 року.
13 вересня 1988 року в обіг ввели серію з 6 монет, присвячену історичним сюжетам — «1000-річчю давньоруського карбування, літератури, архітектури та хрещення Русі». Тиражі монет серії склали від 7 до 40 тисяч штук. У цю серію увійшли 2 срібні монети номіналом 3 карбованці, 2 золоті монети номіналом 50 карбованців і 100 карбованців, 1 платинова монета номіналом 150 карбованців, паладієва монета номіналом 25 карбованців. Особливістю цієї серії монет став метал — паладій 999 проби, вперше використаний для карбування монет. Інтерес до паладію пояснюється його належністю до платинової групи, відносною стабільністю цін на міжнародному ринку і проявом уваги до нього з боку нумізматів та інвесторів. Практика використання паладію для карбування монет набула поширення в світі лише наприкінці 1980-х років. Зазначена серія монет викликала справжній фурор на міжнародному нумізматичному ринку. 1988 року в Базелі на Міжнародній нумізматичній виставці серія цих монет була визнана найкращою монетною програмою року й отримала перший приз за якість виготовлення.

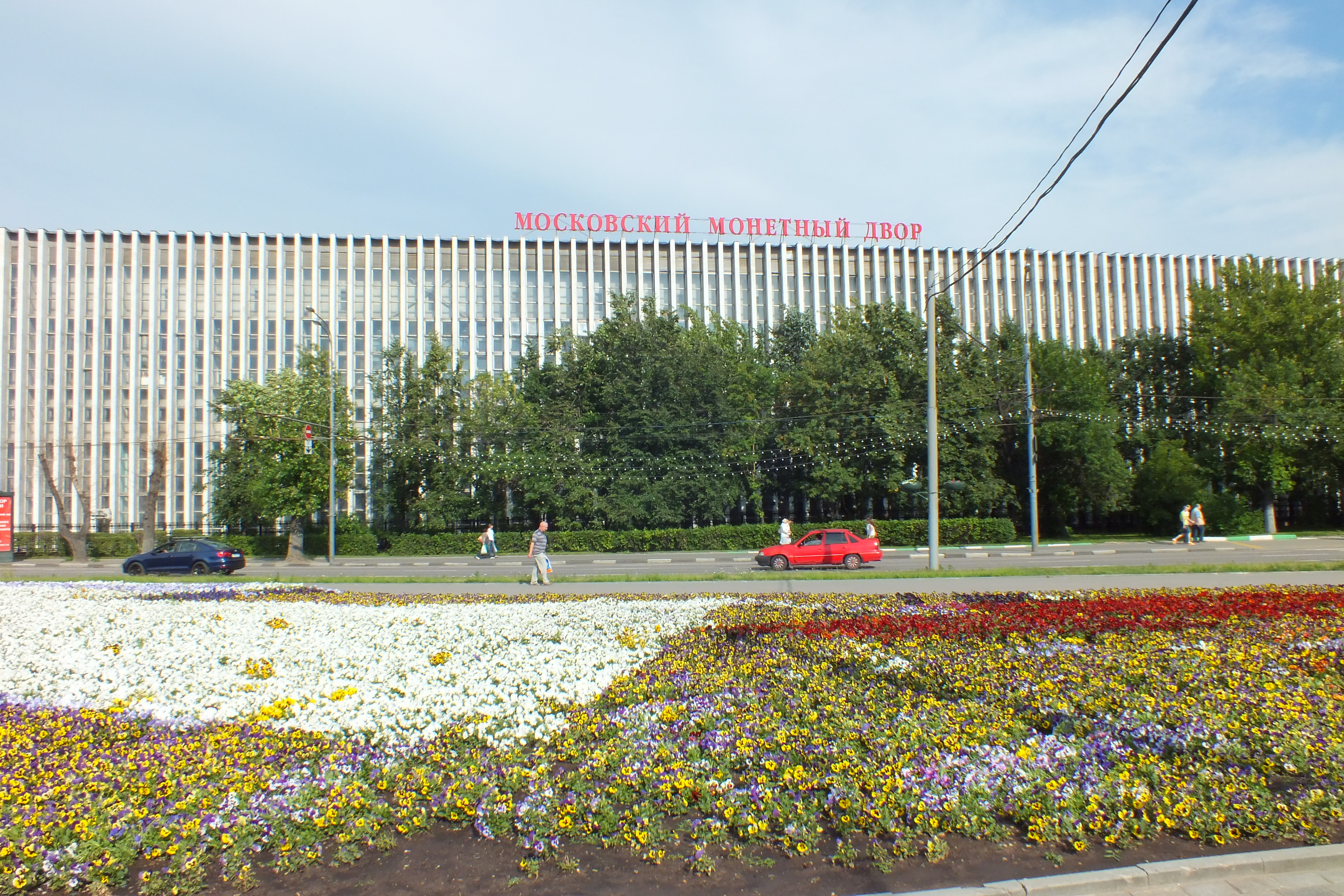
Московський монетний двір

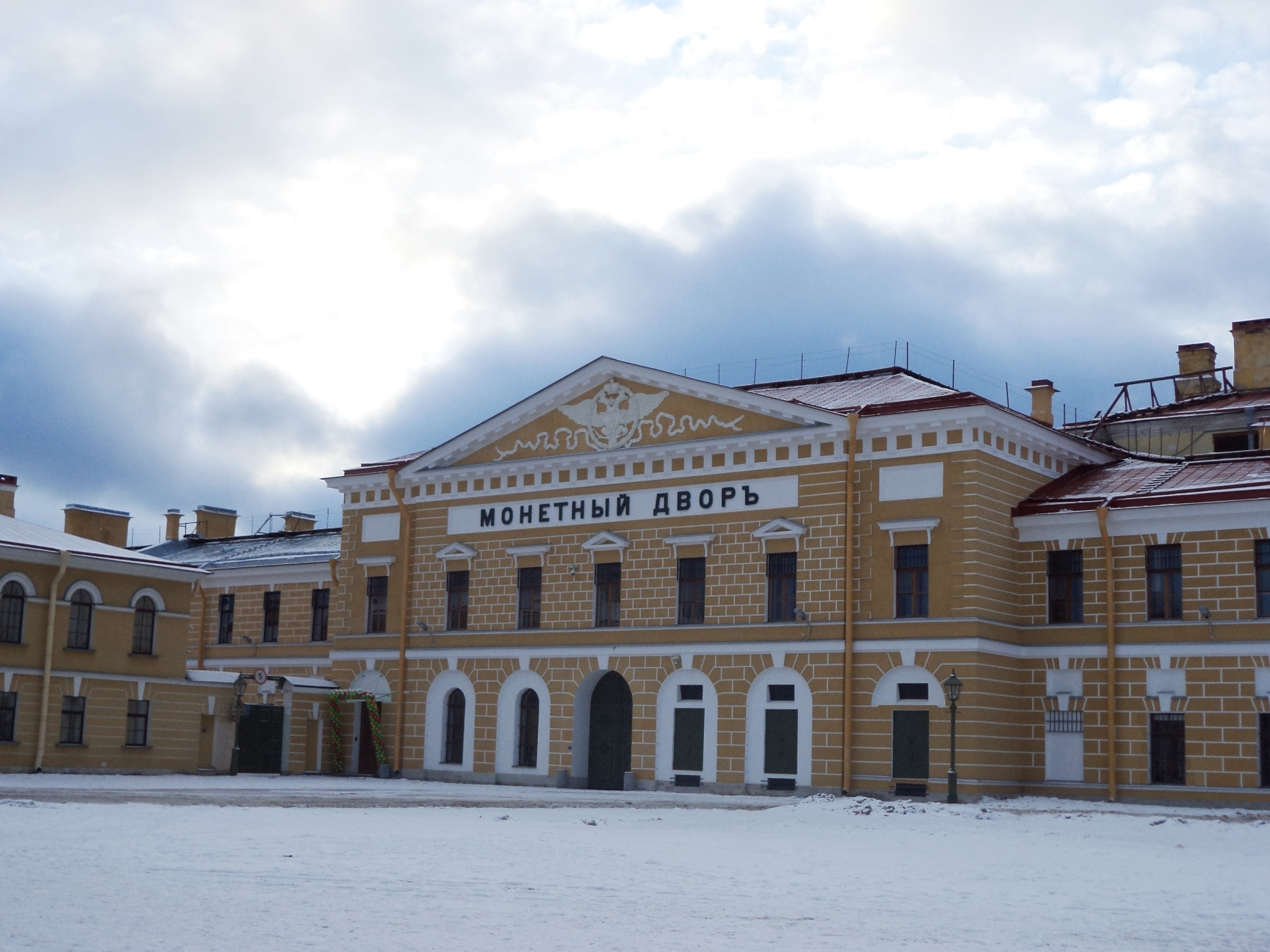
Ленінградський монетний двір

У 1989–1991 роках вийшло 3 випуски серії монет «500-річчя єдиної Російської держави», присвячені історії Росії від царювання Івана III до 19 століття. Всі 3 випуски складалися з 6 монет: 2 срібні монети номіналом 3 карбованці, 2 золоті монети номіналом 50 і 100 карбованців, 1 платинова монета номіналом 150 карбованців та 1 паладієва монета номіналом 25 карбованців. 1989 року на Міжнародній конференції з технічного розвитку монетних дворів у Гамбурзі було відзначено високу якість виробництва цієї серій пам'ятних монет радянськими монетними дворами. На Нумізматичній конвенції у Брауншвейгу (Німеччина) монета 25 карбованців «Петро І» отримала приз в номінації «Найкраща паладієва монета року». Також на Міжнародному нумізматичному з'їзді в Базелі в січні 1991 року за результатами аналізу наявних за звітний період маркетингових програм та опитування передплатників швейцарського журналу «Мюнц Ревю» радянська золота монета з цієї серії «Пам'ятник Петру I в Ленінграді» (1990) була оголошена «Монетою року».
У 1989—1990 роках було розпочато випуск ще однієї серії монет «Російський балет», присвяченій балету. Були викарбувані монети з паладію номіналом 25, 10 і 5 карбованців. На цих монетах зображено балерину в образі Одетти з всесвітньо відомого балету П. І. Чайковського «Лебедине озеро». Серію, присвячену балету, продовжили випущені в обіг 1 жовтня 1991 року золоті монети номіналом 100, 50, 25 і 10 карбованців. На лицьовій стороні монет зображено Большой театр у Москві.
У 1990—1991 роках було випущено два цикли географічної серії монет «250-річчя відкриття Російської Америки». Два цикли монет включали по 4 монети: 1 платинову монету номіналом 150 карбованців, 2 паладієві монети номіналом 25 карбованців та 1 срібну монету номіналом 3 карбованці. Монети першого циклу були присвячені відкриттю берегів Північно-Західної Америки російськими мореплавцями. Другий цикл було присвячено господарському й культурному освоєнню Російської Америки.
Окремо випущеними срібними монетами були відзначені події: зустріч у верхах в інтересах дітей (1990) і 30-річчя першого польоту в космос громадянина СРСР Ю. А. Гагаріна (1991) — монета отримала приз американського журналу «Ворлд коін ньюз» в номінації «Найкраща монета року на історичну тему».
Монети з дорогоцінних металів в обіг не надходили і йшли в основному на експорт. Монети з недорогоцінних металів потрапляли в обіг і приймалися в будь-якому магазині за номінальною вартістю.
Пам'ятні та ювілейні монети карбувалися на обох монетних дворах СРСР: Ленінградському (позначка «ЛМД») і Московському (позначка «ММД»).

## Мідно-нікелеві монети

### Копійки
| 1967 | | 50 років Радянської влади |
| 1967 | Аверс: герб СРСР, від нього відходять 38 ліній, уподібленних сонячним променям; ракета і слід від неї; ювілейні роки: «1917», «1967». Реверс: «Монумент підкорювачам космосу» на тлі висхідного сонця, від якого відходять 27 променів; номінал: «10 КОПЕЕК». Гурт: 99 рифлень Номінал: 10 копійок. Матеріал: мідно-нікелевий сплав. Вага: 2,05 г. Діаметр: 17,20 мм. Товщина: 1,3 мм. Тираж: 50 000 000 (unc) + 211,250 (proof). Художник: Ю. А. Лук'янов. Скульптор: І. С. Комшилов. Виробник: Ленінградський монетний двір.                              |                           |
| 1967 | | 50 років Радянської влади |
| 1967 | Аверс: герб СРСР; номінал: «15 КОПЕЕК» Реверс: пам'ятник «Робітник і колгоспниця»; ювілейні роки: «1917», «1967». Гурт: 104—112 рифлень Номінал: 15 копійок. Матеріал: мідно-нікелевий сплав. Вага: 3,40 г. Діаметр: 19,50 мм. Товщина: 1,6 мм. Тираж: 50 000 000 (unc) + 211,250 (proof). Художник: П. Д. Волков. Скульптори: В. О. Засухін, А. В. Козлов. Виробник: Ленінградський монетний двір. |                           |
| 1967 | | 50 років Радянської влади |
| 1967 | Аверс: герб СРСР; напис: «ПЯТЬДЕСЯТ ЛЕТ СОВЕТСКОЙ ВЛАСТИ»; ювілейні роки: «1917», «1967». Реверс: зображення крейсера «Аврора» у морі, що світить прожектором; номінал: «20 КОПЕЕК». Гурт: 116—124 рифлень Номінал: 20 копійок. Матеріал: мідно-нікелевий сплав. Вага: 4,35 г. Діаметр: 21,80 мм. Товщина: 1,7 мм. Тираж: 50 000 000 (unc) + 211,250 (proof). Художник: П. Д. Волков. Скульптори: В. О. Засухін, О. В. Козлов. Виробник: Ленінградський монетний двір.                                                                                      |                           |
| 1967 | | 50 років Радянської влади |
| 1967 | Аверс: герб СРСР; назва держави «СССР»; напис: «ПЯТЬДЕСЯТ ЛЕТ СОВЕТСКОЙ ВЛАСТИ»; номінал: «ПЯТЬДЕСЯТ КОПЕЕК». Реверс: зображення радянського вождя В. І. Леніна з піднятою рукою на тлі серпа і молота та зірки; назва держави: «СССР». Гурт: гладкий з написом: «⋆ • ⋆ • ⋆ • ⋆ • ⋆ • ⋆ •». Номінал: 50 копійок. Матеріал: мідно-нікелевий сплав. Вага: 6,45 г. Діаметр: 25,00 мм. Товщина: 2,0 мм. Тираж: 50 000 000 (unc) + 211,250 (proof). Художник: І. С. Крилков. Скульптори: М. М. Філіппов, І. С. Комшилов. Виробник: Ленінградський монетний двір. |                           |

### 1 карбованець
| 1965 | | 20 років Перемоги над фашистською Німеччиною                          |
| 1965 | Аверс: герб СРСР; назва держави «СССР»; номінал: «ОДИН РУБЛЬ». Реверс: Пам'ятник солдату-визволителю в Берліні; дата річниці: «XX ЛЕТ»; напис: «ПОБЕДА НАД ФАШИСТСКОЙ ГЕРМАНИЕЙ». Гурт: гладкий з написом: «ОДИН РУБЛЬ ★ 9 МАЯ 1965». Номінал: 1 карбованець. Матеріал: мідно-нікелевий сплав. Вага: 9,85 г. Діаметр: 31,00 мм. Товщина: 1,9 мм. Тираж: 60 000 000 (unc) + 11 250 (proof). Художники: М. О. Соколов, О. В. Козлов. Скульптор: О. В. Козлов. Виробник: Ленінградський монетний двір. |                                                                       |
| 1965 | Новороби: 1988 року на Ленінградському монетному дворі викарбували 55 000 монет у якості proof, з написом на гурті: «9 МАЯ 1965 ★ 1988 • Н». |                                                                       |
| 1967 | | 50 років Радянської влади                                             |
| 1967 | Аверс: герб СРСР; назва держави «СССР»; напис: «ПЯТЬДЕСЯТ ЛЕТ СОВЕТСКОЙ ВЛАСТИ»; номінал: «ОДИН РУБЛЬ». Реверс: зображення радянського вождя В. І. Леніна з піднятою рукою на тлі серпа і молота та зірки; назва держави: «СССР». Гурт: гладкий з написом: «1917—1967 ★ СЛАВА ВЕЛИКОМУ ОКТЯБРЮ». Номінал: 1 карбованець. Матеріал: мідно-нікелевий сплав. Вага: 11,25 г. Діаметр: 31,00 мм. Товщина: 2,1 мм. Тираж: 52 500 000 (unc) + 211 250 (proof). Художник: В. П. Зайцев. Скульптори: М. М. Філіппов, В. О. Засухін. Виробник: Ленінградський монетний двір. |                                                                       |
| 1967 | Новороби: 1988 року на Ленінградському монетному дворі викарбували 55 000 монет у якості proof, з написом на гурті: «1917—1967 ★ 1988 • Н ★ СЛАВА ВЕЛИКОМУ ОКТЯБРЮ». |                                                                       |
| 1970 | | 100 років від дня народження В. І. Леніна                             |
| 1970 | Аверс: герб СРСР; назва держави: «СССР»; номінал: «ОДИН РУБЛЬ»; напис: «СТО ЛЕТ СО ДНЯ РОЖДЕНИЯ В. И. ЛЕНИНА». Реверс: радянського вождя В. І. Леніна; ювілейні роки «1870—1970». Гурт: гладкий з написом «⋆ • ⋆ • ⋆ • ⋆ • ⋆ •». Номінал: 1 карбованець. Матеріал: мідно-нікелевий сплав. Вага: 12,80 г. Діаметр: 31,00 мм. Товщина: 2,4 мм. Тираж: 100 000 000 (unc) + 111 250 (proof). Художники: П. Д. Волков, В. О. Єрмаков. Скульптори: В. О. Засухін, О. В. Козлов. Виробник: Ленінградський монетний двір. |                                                                       |
| 1975 | | 30 років Перемоги у Великій Вітчизняній війні                         |
| 1975 | Аверс: герб СРСР; назва держави «СССР»; номінал «1 РУБЛЬ». Реверс: Монумент «Батьківщина-Мати кличе» у Волгограді; зірка з серпом і молотом всередині; число «XXX», утворене шістьма променями; напис: «ТРИДЦАТЬ ЛЕТ ПОБЕДЫ В ВЕЛИКОЙ ОТЧЕСТВЕННОЙ ВОЙНЕ»; знак монетного двору. Гурт: гладкий з написом: «ОДИН РУБЛЬ ★ 9 МАЯ 1975». Номінал: 1 карбованець. Матеріал: мідно-нікелевий сплав. Вага: 12,80 г. Діаметр: 31,00 мм. Товщина: 2,3 мм. Тираж: 16 000 000 (unc) + 1 011 250 (proof). Художник: В. О. Єрмаков. Скульптор: І. С. Комшилов. Виробник: Ленінградський монетний двір.                                                                                              |                                                                       |
| 1975 | Новороби: 1988 року на Ленінградському монетному дворі викарбували 55 000 монет у якості proof, з написом на гурті: «ОДИН РУБЛЬ • 1988 • Н». |                                                                       |
| 1977 | | 60 років Радянської влади                                             |
| 1977 | Аверс: герб СРСР; назва держави: «СССР»; номінал: «1 РУБЛЬ». Реверс: портрет радянського вождя В. І. Леніна на тлі прапора; «Монумент підкорювачам космосу»; крейсер «Аврора»; макет атома; лаврова гілка; ювілейні роки: «1917 ☭ 1977». Гурт: гладкий з написом: «ОДИН РУБЛЬ ◾ ОДИН РУБЛЬ». Номінал: 1 карбованець. Матеріал: мідно-нікелевий сплав. Вага: 12,80 г. Діаметр: 31,00 мм. Товщина: 2,3 мм. Тираж: 5 000 000 (unc) + 13 250 (proof). Художник: В. П. Зайцев. Скульптор: О. В. Козлов. Виробник: Ленінградський монетний двір. |                                                                       |
| 1977 | Новороби: 1988 року на Ленінградському монетному дворі викарбували 55 000 монет у якості proof, з написом на гурті: «ОДИН РУБЛЬ • 1988 • Н». |                                                                       |
| 1977 | | Ігри XXII Олімпіади у Москві (Емблема Олімпіади)                      |
| 1977 | Аверс: герб СРСР; назва держави: «СССР»; номінал: «1 РУБЛЬ». Реверс: емблема Ігор XXII Олімпіади у Москві; рік випуску «1977»; напис: «ИГРЫ XXII ОЛИМПИАДЫ • МОСКВА • 1980». Гурт: гладкий з написом: «ОДИН РУБЛЬ ◾ ОДИН РУБЛЬ». Номінал: 1 карбованець. Матеріал: мідно-нікелевий сплав. Вага: 12,80 г. Діаметр: 31,00 мм. Товщина: 2,3 мм. Тираж: 9 000 000 (unc) + 335 000 (proof). Художник: Ю. О. Лук'янов. Скульптори: С. М. Іванов, М. М. Філіппов. Виробник: Ленінградський монетний двір. |                                                                       |
| 1978 | | Ігри XXII Олімпіади у Москві (Московський кремль)                     |
| 1978 | Аверс: герб СРСР; назва держави: «СССР»; номінал: «1 РУБЛЬ». Реверс: споруди Московського кремля; емблема Олімпійських ігор 1980 року; рік випуску «1978»; напис: «ИГРЫ XXII ОЛИМПИАДЫ • МОСКВА • 1980». Гурт: гладкий з написом: «ОДИН РУБЛЬ ◾ ОДИН РУБЛЬ». Номінал: 1 карбованець. Матеріал: мідно-нікелевий сплав. Вага: 12,80 г. Діаметр: 31,00 мм. Товщина: 2,3 мм. Тираж: 7 000 000 (unc) + 509 500 (proof). Художник: В. О. Єрмаков. Скульптори: С. М. Іванов, М. О. Носов. Виробник: Ленінградський монетний двір. |                                                                       |
| 1979 | | Ігри XXII Олімпіади у Москві (МДУ)                                    |
| 1979 | Аверс: герб СРСР; назва держави: «СССР»; номінал: «1 РУБЛЬ». Реверс: будівля Московського державного університету (МДУ); рік випуску «1979»; емблема Олімпійських ігор 1980 року; напис: «ИГРЫ XXII ОЛИМПИАДЫ • МОСКВА • 1980». Гурт: гладкий з написом: «ОДИН РУБЛЬ ◾ ОДИН РУБЛЬ». Номінал: 1 карбованець. Матеріал: мідно-нікелевий сплав. Вага: 12,80 г. Діаметр: 31,00 мм. Товщина: 2,3 мм. Тираж: 5 000 000 (unc) + 334 500 (proof). Художник: В. О. Єрмаков. Скульптори: С. М. Іванов, Л. С. Камшилов. Виробник: Ленінградський монетний двір. |                                                                       |
| 1979 | | Ігри XXII Олімпіади у Москві (Космос)                                 |
| 1979 | Аверс: герб СРСР; назва держави: «СССР»; номінал: «1 РУБЛЬ». Реверс: «Монумент підкорювачам космосу»; рік випуску «1979»; орбітальний космічний комплекс «Союз—Салют» на тлі зірок; перший штучний супутник Землі; емблема Олімпійських ігор 1980 року; напис: «ИГРЫ XXII ОЛИМПИАДЫ • МОСКВА • 1980». Гурт: гладкий з написом: «ОДИН РУБЛЬ ◾ ОДИН РУБЛЬ». Номінал: 1 карбованець. Матеріал: мідно-нікелевий сплав. Вага: 12,80 г. Діаметр: 31,00 мм. Товщина: 2,3 мм. Тираж: 5 000 000 (unc) + 334 500 (proof). Художник: В. О. Єрмаков. Скульптори: С. М. Іванов, М. О. Носов. Виробник: Ленінградський монетний двір.                                                               |                                                                       |
| 1980 | | Ігри XXII Олімпіади у Москві (пам'ятник Юрію Долгорукому)             |
| 1980 | Аверс: герб СРСР; назва держави: «СССР»; номінал: «1 РУБЛЬ». Реверс: пам'ятник Юрію Долгорукому в Москві на тлі будівлі Мосради; рік випуску: «1980»; емблема Олімпійських ігор 1980 року; напис: «ИГРЫ XXII ОЛИМПИАДЫ • МОСКВА • 1980». Гурт: гладкий з написом: «ОДИН РУБЛЬ ◾ ОДИН РУБЛЬ». Номінал: 1 карбованець. Матеріал: мідно-нікелевий сплав. Вага: 12,80 г. Діаметр: 31,00 мм. Товщина: 2,3 мм. Тираж: 5 000 000 (unc) + 509 500 (proof). Художник: В. О. Єрмаков. Скульптори: С. М. Іванов, М. О. Носов. Виробник: Ленінградський монетний двір. |                                                                       |
| 1980 | | Ігри XXII Олімпіади у Москві (Олімпійський вогонь)                    |
| 1980 | Аверс: герб СРСР; назва держави: «СССР»; номінал: «1 РУБЛЬ». Реверс: зображення руки, що тримає олімпійський вогонь на тлі бігової доріжки, Московського кремля і історичних пам'яток та сучасних архітектурних споруд Москви; рік випуску «1980»; емблема Олімпійських ігор 1980 року; напис: «ИГРЫ XXII ОЛИМПИАДЫ • МОСКВА • 1980». Гурт: гладкий з написом: «ОДИН РУБЛЬ ◾ ОДИН РУБЛЬ». Номінал: 1 карбованець. Матеріал: мідно-нікелевий сплав. Вага: 12,80 г. Діаметр: 31,00 мм. Товщина: 2,3 мм. Тираж: 5 000 000 (unc) + 509 500 (proof). Художник: В. О. Єрмаков. Скульптори: С. М. Іванов, М. О. Носов. Виробник: Ленінградський монетний двір.                               |                                                                       |
| 1981 | | 20 років першого польоту людини у космос                              |
| 1981 | Аверс: герб СРСР; назва держави: «СССР»; номінал: «1 РУБЛЬ». Реверс: зображення першого космонавта Ю. О. Гагаріна у скафандрі; зображення серпа і молота на тлі зоряного неба, космічної ракети, орбітальної станції «Салют» та прикріпленого до неї космічного корабля «Союз»; ювілейні роки «1961», «1981»; написи: «Ю. А. ГАГАРИН» і «20 ЛЕТ ПЕРВОГО ПОЛЕТА ЧЕЛОВЕКА В КОСМОС». Гурт: гладкий з написом: «ОДИН РУБЛЬ ◾ ОДИН РУБЛЬ». Номінал: 1 карбованець. Матеріал: мідно-нікелевий сплав. Вага: 12,80 г. Діаметр: 31,00 мм. Товщина: 2,3 мм. Тираж: 4 000 000 (unc) + 38 000 (proof). Художник: В. О. Єрмаков. Скульптор: О. В. Козлов. Виробник: Ленінградський монетний двір. |                                                                       |
| 1981 | Новороби: 1988 року на Ленінградському монетному дворі викарбували 55 000 монет у якості proof, з написом на гурті: «ОДИН РУБЛЬ • 1988 • Н». |                                                                       |
| 1981 | | Радянсько-болгарська дружба                                           |
| 1981 | Аверс: герб СРСР; назва держави: «СССР»; номінал: «1 РУБЛЬ». Реверс: прапори Болгарії та СРСР і рукостискання під ними, як символ дружбу радянського та болгарського народів; напис: «ДРУЖБА НАВЕКИ»; дві лаврові гілки; рік випуску «1981». Гурт: гладкий з написом: «ОДИН РУБЛЬ ◾ ОДИН РУБЛЬ». Номінал: 1 карбованець. Матеріал: мідно-нікелевий сплав. Вага: 12,80 г. Діаметр: 31,00 мм. Товщина: 2,3 мм. Тираж: 2 000 000 (unc) + 16 000 (proof). Художник: В. В. Нікітін. Скульптор: І. С. Комшилов. Виробник: Ленінградський монетний двір. |                                                                       |
| 1981 | Новороби: 1988 року на Ленінградському монетному дворі викарбували 55 000 монет у якості proof, з написом на гурті: «ОДИН РУБЛЬ • 1988 • Н». |                                                                       |
| 1982 | | 60 років СРСР                                                         |
| 1982 | Аверс: герб СРСР; назва держави: «СССР»; номінал: «1 РУБЛЬ». Реверс: зображення радянського вождя В. І. Леніна на тлі променів сонця, що сходить; лаврові гілки; написи: «60 ЛЕТ» і «СОЮЗ СОВЕТСКИХ СОЦИАЛИСТИЧЕСКИХ РЕСПУБЛИК». Гурт: гладкий з написом: «ОДИН РУБЛЬ ◾ ОДИН РУБЛЬ». Номінал: 1 карбованець. Матеріал: мідно-нікелевий сплав. Вага: 12,80 г. Діаметр: 31,00 мм. Товщина: 2,3 мм. Тираж: 2 000 000 (unc) + 79 000 (proof). Художник: В. К. Нікітін. Скульптор: С. М. Іванов. Виробник: Ленінградський монетний двір. |                                                                       |
| 1982 | Новороби: 1988 року на Ленінградському монетному дворі викарбували 55 000 монет у якості proof, з написом на гурті: «ОДИН РУБЛЬ • 1988 • Н». |                                                                       |
| 1983 | | 165 років від дня народження та 100 років від дня смерті Карла Маркса |
| 1983 | Аверс: герб СРСР; назва держави: «СССР»; номінал: «1 РУБЛЬ»; рік випуску: «1983». Реверс: портрет німецього філософа Карла Маркса; напис: «Карл Маркс»; роки життя: «1818», «1883». Гурт: гладкий з написом: «ОДИН РУБЛЬ ◾ ОДИН РУБЛЬ». Номінал: 1 карбованець. Матеріал: мідно-нікелевий сплав. Вага: 12,80 г. Діаметр: 31,00 мм. Товщина: 2,3 мм. Тираж: 2 000 000 (unc) + 79 000 (proof). Художник: В. О. Єрмаков. Скульптор: О. В. Козлов. Виробник: Ленінградський монетний двір. |                                                                       |
| 1983 | Новороби: 1988 року на Ленінградському монетному дворі викарбували 55 000 монет у якості proof, з написом на гурті: «ОДИН РУБЛЬ • 1988 • Н». |                                                                       |
| 1983 | | 20 років від дня польоту першої жінки-космонавта                      |
| 1983 | Аверс: герб СРСР; назва держави: «СССР»; номінал: «1 РУБЛЬ»; рік випуску: «1983». Реверс: портрет радянського космонавта В. Терешкової у скафандрі на тлі зоряного неба; число «XX» і дата польоту «16-19.VI.1963». Гурт: гладкий з написом: «ОДИН РУБЛЬ ◾ ОДИН РУБЛЬ». Номінал: 1 карбованець. Матеріал: мідно-нікелевий сплав. Вага: 12,80 г. Діаметр: 31,00 мм. Товщина: 2,3 мм. Тираж: 2 000 000 (unc) + 55 000 (proof). Художник: І. С. Крилков. Скульптор: І. С. Комшилов. Виробник: Ленінградський монетний двір. |                                                                       |
| 1983 | Новороби: 1988 року на Ленінградському монетному дворі викарбували 55 000 монет у якості proof, з написом на гурті: «ОДИН РУБЛЬ • 1988 • Н». |                                                                       |
| 1983 | | 400 років від дня смерті Івана Федорова                               |
| 1983 | Аверс: герб СРСР; назва держави: «СССР»; номінал: «1 РУБЛЬ»; рік випуску: «1983». Реверс: фрагмент пам'ятника східнослов'янському першодрукарю Івану Федорову в Москві (де він стоїть із щойно віддрукованим відбитком книги «Апостол»); написи: «ИВАН ФЕДОРОВ» і «РУССКИЙ ПЕРВОПЕЧАТНИК»; роки життя: «1510» і «1583». Гурт: гладкий з написом: «ОДИН РУБЛЬ ◾ ОДИН РУБЛЬ». Номінал: 1 карбованець. Матеріал: мідно-нікелевий сплав. Вага: 12,80 г. Діаметр: 31,00 мм. Товщина: 2,3 мм. Тираж: 2 000 000 (unc) + 35 000 (proof). Художник: І. С. Крилков. Скульптор: С. М. Іванов. Виробник: Ленінградський монетний двір.                                                            |                                                                       |
| 1983 | Новороби: 1988 року на Ленінградському монетному дворі викарбували 55 000 монет у якості proof, з написом на гурті: «ОДИН РУБЛЬ • 1988 • Н». |                                                                       |
| 1984 | | 150 років від дня народження Д. І. Менделєєва                         |
| 1984 | Аверс: герб СРСР; назва держави: «СССР»; номінал: «1 РУБЛЬ»; рік випуску: «1984». Реверс: портрет російського вченого-хіміка Д. І. Менделєєва; напис: «Д. И. МЕНДЕЛЕЕВ»; роки життя: «1834», «1907». Гурт: гладкий з написом: «ОДИН РУБЛЬ ◾ ОДИН РУБЛЬ». Номінал: 1 карбованець. Матеріал: мідно-нікелевий сплав. Вага: 12,80 г. Діаметр: 31,00 мм. Товщина: 2,3 мм. Тираж: 2 000 000 (unc) + 35 000 (proof). Художник: Ю. О. Лук'янов. Скульптор: С. М. Іванов. Виробник: Ленінградський монетний двір. |                                                                       |
| 1984 | Новороби: 1988 року на Ленінградському монетному дворі викарбували 55 000 монет у якості proof, з написом на гурті: «ОДИН РУБЛЬ • 1988 • Н». |                                                                       |
| 1984 | | 125 років від дня народження О. С. Попова                             |
| 1984 | Аверс: герб СРСР; назва держави: «СССР»; номінал: «1 РУБЛЬ»; рік випуску: «1984». Реверс: портрет російського вченого-фізика О. С. Попова; напис: «А. С. ПОПОВ»; роки життя: «1859», «1906». Гурт: гладкий з написом: «ОДИН РУБЛЬ ◾ ОДИН РУБЛЬ». Номінал: 1 карбованець. Матеріал: мідно-нікелевий сплав. Вага: 12,80 г. Діаметр: 31,00 мм. Товщина: 2,3 мм. Тираж: 2 000 000 (unc) + 35 000 (proof). Художник: В. К. Нікітін. Скульптор: І. С. Комшилов. Виробник: Ленінградський монетний двір. |                                                                       |
| 1984 | Новороби: 1988 року на Ленінградському монетному дворі викарбували 55 000 монет у якості proof, з написом на гурті: «ОДИН РУБЛЬ • 1988 • Н». |                                                                       |
| 1984 | | 185 років від дня народження О. С. Пушкіна                            |
| 1984 | Аверс: герб СРСР; назва держави: «СССР»; номінал: «1 РУБЛЬ»; рік випуску: «1984». Реверс: портрет російського поета і письменника О. С. Пушкіна; напис: «А. С. ПУШКИН»; роки життя: «1799», «1837». Гурт: гладкий з написом: «ОДИН РУБЛЬ ◾ ОДИН РУБЛЬ». Номінал: 1 карбованець. Матеріал: мідно-нікелевий сплав. Вага: 12,80 г. Діаметр: 31,00 мм. Товщина: 2,3 мм. Тираж: 2 000 000 (unc) + 35 000 (proof). Художник: Л. М. Пєшкова. Скульптор: М. О. Носов. Виробник: Ленінградський монетний двір. |                                                                       |
| 1984 | Новороби: 1988 року на Ленінградському монетному дворі викарбували 55 000 монет у якості proof, з написом на гурті: «ОДИН РУБЛЬ • 1988 • Н». |                                                                       |
| 1985 | | 115 років від дня народження В. І. Леніна                             |
| 1985 | Аверс: герб СРСР; назва держави: «СССР»; номінал: «1 РУБЛЬ»; рік випуску: «1985». Реверс: портрет радянського вождя В. І. Леніна; напис: «В. И. ЛЕНИН»; роки життя: «1870» і «1924». Гурт: гладкий з написом: «ОДИН РУБЛЬ ◾ ОДИН РУБЛЬ». Номінал: 1 карбованець. Матеріал: мідно-нікелевий сплав. Вага: 12,80 г. Діаметр: 31,00 мм. Товщина: 2,3 мм. Тираж: 2 000 000 (unc) + 40 000 (proof). Художник: І. С. Крилков. Скульптор: О. В. Козлов. Виробник: Ленінградський монетний двір. |                                                                       |
| 1985 | Новороби: 1988 року на Ленінградському монетному дворі викарбували 55 000 монет у якості proof, з написом на гурті: «ОДИН РУБЛЬ • 1988 • Н». |                                                                       |
| 1985 | | 40 років Перемоги у Великій Вітчизняній війні                         |
| 1985 | Аверс: герб СРСР; назва держави: «СССР»; номінал: «1 РУБЛЬ»; рік випуску: «1985». Реверс: зображення ордена Вітчизняної війни на тлі променів; ювілейні роки: «1945—1985» Гурт: гладкий з написом: «ОДИН РУБЛЬ ◾ ОДИН РУБЛЬ». Номінал: 1 карбованець. Матеріал: мідно-нікелевий сплав. Вага: 12,80 г. Діаметр: 31,00 мм. Товщина: 2,3 мм. Тираж: 6 000 000 (unc) + 40 000 (proof). Художник: В. О. Єрмаков. Скульптор: І. С. Комшилов. Виробник: Ленінградський монетний двір. |                                                                       |
| 1985 | Новороби: 1988 року на Ленінградському монетному дворі викарбували 55 000 монет у якості proof, з написом на гурті: «ОДИН РУБЛЬ • 1988 • Н». |                                                                       |
| 1985 | | XII Всесвітній фестиваль молоді і студентів                           |
| 1985 | Аверс: герб СРСР; назва держави: «СССР»; номінал: «1 РУБЛЬ»; рік випуску: «1985». Реверс: емблема XII Всесвітнього фестивалю молоді та студентів; написи: «XII • МОСКВА • 1985» і «ЗА АНТИИМПЕРИАЛИСТИЧЕСКУЮ СОЛИДАРНОСТЬ, МИР И ДРУЖБУ •». Гурт: гладкий з написом: «ОДИН РУБЛЬ ◾ ОДИН РУБЛЬ». Номінал: 1 карбованець. Матеріал: мідно-нікелевий сплав. Вага: 12,80 г. Діаметр: 31,00 мм. Товщина: 2,3 мм. Тираж: 6 000 000 (unc) + 40 000 (proof). Художник: В. О. Єрмаков. Скульптор: І. С. Комшилов. Виробник: Ленінградський монетний двір. |                                                                       |
| 1985 | Новороби: 1988 року на Ленінградському монетному дворі викарбували 55 000 монет у якості proof, з написом на гурті: «ОДИН РУБЛЬ • 1988 • Н». |                                                                       |
| 1985 | | 165 років від дня народження Фрідріха Енгельса                        |
| 1985 | Аверс: герб СРСР; назва держави: «СССР»; номінал: «1 РУБЛЬ»; рік випуску: «1985». Реверс: портрет німецького філософа Фрідріха Енгельса; напис «ФРИДРИХ ЭНГЕЛЬС»; роки життя «1820», «1895». Гурт: гладкий з написом: «ОДИН РУБЛЬ ◾ ОДИН РУБЛЬ». Номінал: 1 карбованець. Матеріал: мідно-нікелевий сплав. Вага: 12,80 г. Діаметр: 31,00 мм. Товщина: 2,3 мм. Тираж: 2 000 000 (unc) + 40 000 (proof). Художник: В. О. Єрмаков. Скульптор: О. В. Козлов. Виробник: Ленінградський монетний двір. |                                                                       |
| 1985 | Новороби: 1988 року на Ленінградському монетному дворі викарбували 55 000 монет у якості proof, з написом на гурті: «ОДИН РУБЛЬ • 1988 • Н». |                                                                       |
| 1986 | | Міжнародний рік миру                                                  |
| 1986 | Аверс: герб СРСР; назва держави: «СССР»; номінал: «1 РУБЛЬ»; рік випуску: «1986». Реверс: емблема Міжнародного року миру 1986 року (дві руки, що випускають голуба, у винку з оливкових гілок); напис: «МЕЖДУНАРОДНЫЙ ГОД МИРА». Гурт: гладкий з написом: «ОДИН РУБЛЬ ◾ ОДИН РУБЛЬ». Номінал: 1 карбованець. Матеріал: мідно-нікелевий сплав. Вага: 12,80 г. Діаметр: 31,00 мм. Товщина: 2,3 мм. Тираж: 4 000 000 (unc) + 45 000 (proof). Художник: Ю. О. Лук'янов. Скульптор: П. К. Потапов. Виробник: Ленінградський монетний двір. |                                                                       |
| 1986 | Новороби: 1988 року на Ленінградському монетному дворі викарбували 55 000 монет у якості proof, з написом на гурті: «ОДИН РУБЛЬ • 1988 • Н». |                                                                       |
| 1986 | | 275 років від дня народження М. В. Ломоносова                         |
| 1986 | Аверс: герб СРСР; назва держави: «СССР»; номінал: «1 РУБЛЬ»; рік випуску: «1986». Реверс: портрет російського вченого-натураліста М. В. Ломоносова; напис: «М. В. ЛОМОНОСОВ»; роки життя: «1711», «1765». Гурт: гладкий з написом: «ОДИН РУБЛЬ ◾ ОДИН РУБЛЬ». Номінал: 1 карбованець. Матеріал: мідно-нікелевий сплав. Вага: 12,80 г. Діаметр: 31,00 мм. Товщина: 2,3 мм. Тираж: 2 000 000 (unc) + 35 000 (proof). Художник: М. І. Гогуєв. Скульптор: С. М. Іванов. Виробник: Ленінградський монетний двір. |                                                                       |
| 1986 | Новороби: 1988 року на Ленінградському монетному дворі викарбували 55 000 монет у якості proof, з написом на гурті: «ОДИН РУБЛЬ • 1988 • Н». |                                                                       |
| 1987 | | 175 років від дня Бородінської битви                                  |
| 1987 | Аверс: герб СРСР; назва держави: «СССР»; номінал: «1 РУБЛЬ»; рік випуску: «1987». Реверс: фрагмент пам'ятника російському фельдмаршалу М. І. Кутузову у Москві, представлений у вигляді барельєфа з групою людей, що брали участь у Французько-російській війні 1812 року; дата «1812» напис: «175 ЛЕТ СО ДНЯ БОРОДИНСКОГО СРАЖЕНИЯ». Гурт: гладкий з написом: «ОДИН РУБЛЬ ◾ ОДИН РУБЛЬ». Номінал: 1 карбованець. Матеріал: мідно-нікелевий сплав. Вага: 12,80 г. Діаметр: 31,00 мм. Товщина: 2,3 мм. Тираж: 4 000 000 (unc) + 220 000 (proof). Художник: О. Г. Мірошниченко. Скульптор: С. М. Іванов. Виробник: Ленінградський монетний двір.                                        |                                                                       |
| 1987 | | 175 років від дня Бородінської битви                                  |
| 1987 | Аверс: герб СРСР; назва держави: «СССР»; номінал: «1 РУБЛЬ»; рік випуску: «1987». Реверс: зображення пам'ятника російському фельдмаршалу М. І. Кутузову у районі його командного пункту на Бородінському полі; напис: «175 ЛЕТ СО ДНЯ БОРОДИНСКОГО СРАЖЕНИЯ»; дата «1812». Гурт: гладкий з написом: «ОДИН РУБЛЬ ◾ ОДИН РУБЛЬ». Номінал: 1 карбованець. Матеріал: мідно-нікелевий сплав. Вага: 12,80 г. Діаметр: 31,00 мм. Товщина: 2,3 мм. Тираж: 4 000 000 (unc) + 220 000 (proof). Художник: О. Г. Мірошниченко. Скульптор: І. С. Комшилов. Виробник: Ленінградський монетний двір.                                                                                                 |                                                                       |
| 1987 | | 130 років від дня народження К. Е. Ціолковського                      |
| 1987 | Аверс: герб СРСР; назва держави: «СССР»; номінал: «1 РУБЛЬ»; рік випуску: «1987». Реверс: пам'ятник російському вченому-теоретику космонавтики К. Е. Ціолковському, на тлі зоряного неба та ракети в польоті; напис: «К. Э. ЦИОЛКОВСКИЙ»; роки життя: «1857», «1935». Гурт: гладкий з написом: «ОДИН РУБЛЬ ◾ ОДИН РУБЛЬ». Номінал: 1 карбованець. Матеріал: мідно-нікелевий сплав. Вага: 12,80 г. Діаметр: 31,00 мм. Товщина: 2,3 мм. Тираж: 4 000 000 (unc) + 170 000 (proof). Художник: С. Л. Сиромятников. Скульптор: М. О. Носов. Виробник: Ленінградський монетний двір. |                                                                       |
| 1987 | | 70 років Великої Жовтневої соціалістичної революції                   |
| 1987 | Аверс: герб СРСР; назва держави: «СССР»; номінал: «1 РУБЛЬ»; рік випуску: «1987». Реверс: символічне зображення святкового банта з датою «1917», земної кулі, серпа і молота та крейсера «Аврора»; написи: «70 ЛЕТ», «ВЕЛИКОЙ ОКТЯБРЬСКОЙ СОЦИАЛИСТИЧЕСКОЙ РЕВОЛЮЦИИ». Гурт: гладкий з написом: «ОДИН РУБЛЬ ◾ ОДИН РУБЛЬ». Номінал: 1 карбованець. Матеріал: мідно-нікелевий сплав. Вага: 12,80 г. Діаметр: 31,00 мм. Товщина: 2,3 мм. Тираж: 4 000 000 (unc) + 200 000 (proof). Художник: В. В. Нікітін. Скульптор: І. С. Комшилов. Виробник: Ленінградський монетний двір. |                                                                       |
| 1988 | | 120 років від дня народження О. М. Горького                           |
| 1988 | Аверс: герб СРСР; назва держави: «СССР»; номінал: «1 РУБЛЬ»; рік випуску: «1988». Реверс: портрет російського письменника О. М. Горького та зображення буревісника в польоті над бурхливим морем; напис: «А. М. ГОРЬКИЙ»; роки життя: «1868 • 1936». Гурт: гладкий з написом: «ОДИН РУБЛЬ ◾ ОДИН РУБЛЬ». Номінал: 1 карбованець. Матеріал: мідно-нікелевий сплав. Вага: 12,80 г. Діаметр: 31,00 мм. Товщина: 2,3 мм. Тираж: 4 000 000 (unc) + 225 000 (proof). Художник: С. М. Іванов. Скульптор: О. Г. Мірошниченко. Виробник: Ленінградський монетний двір. |                                                                       |
| 1988 | | 160 років від дня народження Л. М. Толстого                           |
| 1988 | Аверс: герб СРСР; назва держави: «СССР»; номінал: «1 РУБЛЬ»; рік випуску: «1988». Реверс: портрет російського письменника Л. М. Толстого; напис: «Л. Н. Тостой»; роки життя: «1828 • 1910». Гурт: гладкий з написом: «ОДИН РУБЛЬ ◾ ОДИН РУБЛЬ». Номінал: 1 карбованець. Матеріал: мідно-нікелевий сплав. Вага: 12,80 г. Діаметр: 31,00 мм. Товщина: 2,3 мм. Тираж: 4 000 000 (unc) + 225 000 (proof). Художник: О. Г. Мірошниченко. Скульптор: О. О. Новічков. Виробник: Ленінградський монетний двір. |                                                                       |
| 1989 | | 175 років від дня народження Т. Г. Шевченка                           |
| 1989 | Аверс: герб СРСР; назва держави: «СССР»; номінал: «1 РУБЛЬ»; рік випуску: «1989». Реверс: портрет українського поета та художника Т. Г. Шевченка та його підпис; напис: «Т. Г. ШЕВЧЕНКО»; роки життя: «1814», «1861». Гурт: гладкий з написом: «ОДИН РУБЛЬ ◾ ОДИН РУБЛЬ». Номінал: 1 карбованець. Матеріал: мідно-нікелевий сплав. Вага: 12,80 г. Діаметр: 31,00 мм. Товщина: 2,3 мм. Тираж: 3 000 000 (unc) + 300 000 (proof). Художник: О. О. Колодкін. Скульптор: О. О. Новічков. Виробник: Московський монетний двір. |                                                                       |
| 1989 | | 150 років від дня народження М. П. Мусоргського                       |
| 1989 | Аверс: герб СРСР; назва держави: «СССР»; номінал: «1 РУБЛЬ»; рік випуску: «1989». Реверс: портрет російського композитора М. П. Мусоргського та його підпис і нотний запис; роки життя: «1839», «1881». Гурт: гладкий з написом: «ОДИН РУБЛЬ ◾ ОДИН РУБЛЬ». Номінал: 1 карбованець. Матеріал: мідно-нікелевий сплав. Вага: 12,80 г. Діаметр: 31,00 мм. Товщина: 2,3 мм. Тираж: 3 000 000 (unc) + 300 000 (proof). Художник: О. В. Бакланов. Скульптор: О. В. Бакланов. Виробник: Ленінградський монетний двір. |                                                                       |
| 1989 | | 175 років від дня народження М. Ю. Лермонтова                         |
| 1989 | Аверс: герб СРСР; назва держави: «СССР»; номінал: «1 РУБЛЬ»; рік випуску: «1989». Реверс: портрет російського поета М. Ю. Лермонтова, його підпис та перо; напис: «М. Ю. ЛЕРМОНТОВ»; роки життя: «1814», «1841». Гурт: гладкий з написом: «ОДИН РУБЛЬ ◾ ОДИН РУБЛЬ». Номінал: 1 карбованець. Матеріал: мідно-нікелевий сплав. Вага: 12,80 г. Діаметр: 31,00 мм. Товщина: 2,3 мм. Тираж: 3 000 000 (unc) + 300 000 (proof). Художники: О. В. Бакланов, О. О. Колодкін. Скульптор: М. О. Носов. Виробник: Московський монетний двір. |                                                                       |
| 1989 | | 100 років від дня народження Хамзи Хакімзаде Ніязі                    |
| 1989 | Аверс: герб СРСР; назва держави: «СССР»; номінал: «1 РУБЛЬ»; рік випуску: «1989». Реверс: портрет узбецького поета Хамзи Хакімзаде Ніязі; зображення відкритої книги і квітки; напис: «ХАМЗА ХАКИМ-ЗАДЭ НИЯЗИ»; роки життя: «1889», «1929». Гурт: гладкий з написом: «ОДИН РУБЛЬ ◾ ОДИН РУБЛЬ». Номінал: 1 карбованець. Матеріал: мідно-нікелевий сплав. Вага: 12,80 г. Діаметр: 31,00 мм. Товщина: 2,3 мм. Тираж: 2 000 000 (unc) + 200 000 (proof). Художник: О. В. Бакланов. Скульптор: О. В. Бакланов. Виробник: Ленінградський монетний двір. |                                                                       |
| 1989 | | 100 років від дня смерті Міхая Емінеску                               |
| 1989 | Аверс: герб СРСР; назва держави: «СССР»; номінал: «1 РУБЛЬ»; рік випуску: «1989». Реверс: портрет румунського поета Міхая Емінеску та його підпис; напис: «МИХАИЛ ЭМИНЕСКУ»; роки життя: «1850», «1929». Гурт: гладкий з написом: «ОДИН РУБЛЬ ◾ ОДИН РУБЛЬ». Номінал: 1 карбованець. Матеріал: мідно-нікелевий сплав. Вага: 12,80 г. Діаметр: 31,00 мм. Товщина: 2,3 мм. Тираж: 2 000 000 (unc) + 200 000 (proof). Художник: О. В. Бакланов. Скульптор: О. В. Бакланов. Виробник: Ленінградський монетний двір. |                                                                       |
| 1990 | | 130 років від дня народження А. П. Чехова                             |
| 1990 | Аверс: герб СРСР; назва держави: «СССР»; номінал: «1 РУБЛЬ»; рік випуску: «1990». Реверс: портрет російського письменника А. П. Чехова; настільна лампа і стопка книг на тлі завіси; напис: «АНТОН ЧЕХОВ»; роки життя: «1860» і «1904». Гурт: гладкий з написом: «ОДИН РУБЛЬ ◾ ОДИН РУБЛЬ». Номінал: 1 карбованець. Матеріал: мідно-нікелевий сплав. Вага: 12,80 г. Діаметр: 31,00 мм. Товщина: 2,3 мм. Тираж: 3 000 000 (unc) + 400 000 (proof). Художник: О. О. Колодкін. Скульптор: В. М. Нікіщенко. Виробник: Московський монетний двір. |                                                                       |
| 1990 | | 150 років від дня народження П. І. Чайковського                       |
| 1990 | Аверс: герб СРСР; назва держави: «СССР»; номінал: «1 РУБЛЬ»; рік випуску: «1990». Реверс: зображення монумента російському композитору П. І. Чайковському у Москві (де він сидить на стільці біля пюпітру з відкритими нотами) на тлі нотного запису; його підпис; напис: «П. ЧАЙКОВСКИЙ»; роки життя: «1840 • 1893». Гурт: гладкий з написом: «ОДИН РУБЛЬ ◾ ОДИН РУБЛЬ». Номінал: 1 карбованець. Матеріал: мідно-нікелевий сплав. Вага: 12,80 г. Діаметр: 31,00 мм. Товщина: 2,3 мм. Тираж: 3 000 000 (unc) + 400 000 (proof). Художник: О. О. Колодкін. Скульптор: І. С. Комшилов. Виробник: Московський монетний двір.                                                             |                                                                       |
| 1990 | | 45 років Перемоги у Великій Вітчизняній війні. Маршал Г. К. Жуков     |
| 1990 | Аверс: герб СРСР; назва держави: «СССР»; номінал: «1 РУБЛЬ»; рік випуску: «1990». Реверс: портрет радянського полководця Г. К. Жукова; напис «МАРШАЛ СССР Г. К. ЖУКОВ»; роки життя: «1896», «1974». Гурт: гладкий з написом: «ОДИН РУБЛЬ ◾ ОДИН РУБЛЬ». Номінал: 1 карбованець. Матеріал: мідно-нікелевий сплав. Вага: 12,80 г. Діаметр: 31,00 мм. Товщина: 2,3 мм. Тираж: 2 000 000 (unc) + 400 000 (proof). Художник: О. В. Бакланов. Скульптор: О. В. Бакланов. Виробник: Ленінградський монетний двір. |                                                                       |
| 1990 | | 500 років від дня народження Франциска Скорини                        |
| 1990 | Аверс: герб СРСР; назва держави: «СССР»; номінал: «1 РУБЛЬ»; рік випуску: «1990». Реверс: портрет білоруського першодрукаря і просвітника Франциска Скорини, що робить запис у книзі; напис: «ФРАНЦИСК СКОРИНА» і візерунок; роки життя: «1490», «ок 1551». Гурт: гладкий з написом: «ОДИН РУБЛЬ ◾ ОДИН РУБЛЬ». Номінал: 1 карбованець. Матеріал: мідно-нікелевий сплав. Вага: 12,80 г. Діаметр: 31,00 мм. Товщина: 2,3 мм. Тираж: 3 000 000 (unc) + 400 000 (proof). Художник: О. В. Бакланов. Скульптор: О. В. Бакланов. Виробник: Московський монетний двір. |                                                                       |
| 1990 | | 125 років від дня народження Яніса Райніса                            |
| 1990 | Аверс: герб СРСР; назва держави: «СССР»; номінал: «1 РУБЛЬ»; рік випуску: «1990». Реверс: портрет латиського поета Яніса Райніса; його підпис; напис: «ЯНИС РАЙНИС»; роки життя «1865», «1929». Гурт: гладкий з написом: «ОДИН РУБЛЬ ◾ ОДИН РУБЛЬ». Номінал: 1 карбованець. Матеріал: мідно-нікелевий сплав. Вага: 12,80 г. Діаметр: 31,00 мм. Товщина: 2,3 мм. Тираж: 3 000 000 (unc) + 400 000 (proof). Художник: О. О. Колодкін. Скульптор: В. М. Нікіщенко. Виробник: Московський монетний двір. |                                                                       |
| 1991 | | 550 років від дня народження Алішера Навої                            |
| 1991 | Аверс: герб СРСР; назва держави: «СССР»; номінал: «1 РУБЛЬ»; рік випуску: «1991». Реверс: портрет узбецького поета Алішера Навої; напис: «АЛИШЕР НАВОИ»; роки життя: «1441», «1501». Гурт: гладкий з написом: «ОДИН РУБЛЬ ◾ ОДИН РУБЛЬ». Номінал: 1 карбованець. Матеріал: мідно-нікелевий сплав. Вага: 12,80 г. Діаметр: 31,00 мм. Товщина: 2,3 мм. Тираж: 2 500 000 (unc) + 350 000 (proof). Художник: О. В. Бакланов. Скульптор: О. О. Колодкін. Виробник: Московський монетний двір. |                                                                       |
| 1991 | | 125 років від дня народження П. М. Лебедєва                           |
| 1991 | Аверс: герб СРСР; назва держави: «СССР»; номінал: «1 РУБЛЬ»; рік випуску: «1991». Реверс: портрет російського вченого-фізика П. М. Лебедєва; фізична формула тиску світла; стилізоване зображення його наукового дослідження; напис: «П. Н. ЛЕБЕДЕВ»; роки життя: «1866», «1912». Гурт: гладкий з написом: «ОДИН РУБЛЬ ◾ ОДИН РУБЛЬ». Номінал: 1 карбованець. Матеріал: мідно-нікелевий сплав. Вага: 12,80 г. Діаметр: 31,00 мм. Товщина: 2,3 мм. Тираж: 2 500 000 (unc) + 350 000 (proof). Художник: О. О. Колодкін. Скульптор: О. О. Новічков. Виробник: Московський монетний двір.                                                                                                 |                                                                       |
| 1991 | | 100 років від дня народження С. Прокоф'єва                            |
| 1991 | Аверс: герб СРСР; назва держави: «СССР»; номінал: «1 РУБЛЬ»; рік випуску: «1991». Реверс: портрет радянського композитора С. С. Прокоф'єва; написи: «СЕРГЕЙ», «ПРОКОФЬЕВ»; роки життя: «1891», «1953», розділені скрипковим ключем. Гурт: гладкий з написом: «ОДИН РУБЛЬ ◾ ОДИН РУБЛЬ». Номінал: 1 карбованець. Матеріал: мідно-нікелевий сплав. Вага: 12,80 г. Діаметр: 31,00 мм. Товщина: 2,3 мм. Тираж: 2 500 000 (unc) + 350 000 (proof). Художник: О. В. Бакланов. Скульптор: О. В. Бакланов. Виробник: Ленінградський монетний двір. |                                                                       |
| 1991 | | Махтумкулі                                                            |
| 1991 | Аверс: герб СРСР; назва держави: «СССР»; номінал: «1 РУБЛЬ»; рік випуску: «1991». Реверс: портрет туркменського поета Махтумкулі; напис: «МАХТУМКУЛИ»; роки життя: «1733», «1798». Гурт: гладкий з написом: «ОДИН РУБЛЬ ◾ ОДИН РУБЛЬ». Номінал: 1 карбованець. Матеріал: мідно-нікелевий сплав. Вага: 12,80 г. Діаметр: 31,00 мм. Товщина: 2,3 мм. Тираж: 2 500 000 (unc) + 350 000 (proof). Художник: О. О. Колодкін. Скульптор: О. О. Новічков. Виробник: Московський монетний двір. |                                                                       |
| 1991 | | 100 років від дня народження К. В. Іванова                            |
| 1991 | Аверс: герб СРСР; назва держави: «СССР»; номінал: «1 РУБЛЬ»; рік випуску: «1991». Реверс: портрет чуваського поета К. В. Іванова; напис: «К. В. ИВАНОВ»; роки життя «1890», «1915». Гурт: гладкий з написом: «ОДИН РУБЛЬ ◾ ОДИН РУБЛЬ». Номінал: 1 карбованець. Матеріал: мідно-нікелевий сплав. Вага: 12,80 г. Діаметр: 31,00 мм. Товщина: 2,3 мм. Тираж: 2 500 000 (unc) + 350 000 (proof). Художник: О. О. Колодкін. Скульптор: О. О. Колодкін. Виробник: Ленінградський монетний двір. |                                                                       |
| 1991 | | 850 років від дня народження Нізамі Гянджеві                          |
| 1991 | Аверс: герб СРСР; назва держави: «СССР»; номінал: «1 РУБЛЬ»; рік випуску: «1991». Реверс: портрет азербайджанського поета Нізамі Гянджеві з пером на тлі стола з чорнильницею та листом паперу; дата: «850 ЛЕТ»; напис: «НИЗАМИ ГЯНДЖЕВИ». Гурт: гладкий з написом: «ОДИН РУБЛЬ ◾ ОДИН РУБЛЬ». Номінал: 1 карбованець. Матеріал: мідно-нікелевий сплав. Вага: 12,80 г. Діаметр: 31,00 мм. Товщина: 2,3 мм. Тираж: 2 500 000 (unc) + 350 000 (proof). Художник: О. О. Колодкін. Скульптор: О. О. Новічков. Виробник: Московський монетний двір. |                                                                       |
| 1991 | | XXV літні Олімпійські ігри в Барселоні (Метання списа)                |
| 1991 | Аверс: герб СРСР; назва держави: «СССР»; номінал: «1 РУБЛЬ»; рік випуску: «1991». Реверс: метальник списа (по центру); собор «Саграда Фамілія» (ліворуч) і давньогрецький метальник списа (праворуч); давньогрецький орнамент; написи: «БАРСЕЛОНА 1992», «XXV ОЛИМПИАДА». Гурт: гладкий з написом: «ОДИН РУБЛЬ ◾ ОДИН РУБЛЬ». Номінал: 1 карбованець. Матеріал: мідно-нікелевий сплав. Вага: 12,80 г. Діаметр: 31,00 мм. Товщина: 2,3 мм. Тираж: 250 000 (proof). Художник: О. В. Бакланов. Скульптор: І. С. Комшилов. Виробник: Ленінградський монетний двір. |                                                                       |
| 1991 | | XXV літні Олімпійські ігри в Барселоні (Велоспорт)                    |
| 1991 | Аверс: герб СРСР; назва держави: «СССР»; номінал: «1 РУБЛЬ»; рік випуску: «1991». Реверс: зображення велогонщика (по центру); давньогрецька колісниця з трьома кіньми (ліворуч) і собор «Саграда Фамілія» (праворуч); давньогрецький орнамент; написи: «БАРСЕЛОНА 1992», «XXV ОЛИМПИАДА». Гурт: гладкий з написом: «ОДИН РУБЛЬ ◾ ОДИН РУБЛЬ». Номінал: 1 карбованець. Матеріал: мідно-нікелевий сплав. Вага: 12,80 г. Діаметр: 31,00 мм. Товщина: 2,3 мм. Тираж: 250 000 (proof). Художник: О. В. Бакланов. Скульптор: І. С. Комшилов. Виробник: Ленінградський монетний двір. |                                                                       |
| 1991 | | XXV літні Олімпійські ігри в Барселоні (Важка атлетика)               |
| 1991 | Аверс: герб СРСР; назва держави: «СССР»; номінал: «1 РУБЛЬ»; рік випуску: «1991». Реверс: зображення важкоатлета зі штангою (по центру); собор «Саграда Фамілія» і давньогрецький важкоатлет з двома камнями; давньогрецький орнамент; написи: «БАРСЕЛОНА 1992», «XXV ОЛИМПИАДА». Гурт: гладкий з написом: «ОДИН РУБЛЬ ◾ ОДИН РУБЛЬ». Номінал: 1 карбованець. Матеріал: мідно-нікелевий сплав. Вага: 12,80 г. Діаметр: 31,00 мм. Товщина: 2,3 мм. Тираж: 250 000 (proof). Художник: О. В. Бакланов. Скульптор: І. С. Комшилов. Виробник: Ленінградський монетний двір. |                                                                       |
| 1991 | | XXV літні Олімпійські ігри в Барселоні (Стрибки в довжину)            |
| 1991 | Аверс: герб СРСР; назва держави: «СССР»; номінал: «1 РУБЛЬ»; рік випуску: «1991». Реверс: зображення стрибуна (по центру); собор «Саграда Фамілія» (ліворуч) і давньогрецький стрибун (праворуч); давньогрецький орнамент; написи: «БАРСЕЛОНА 1992», «XXV ОЛИМПИАДА». Гурт: гладкий з написом: «ОДИН РУБЛЬ ◾ ОДИН РУБЛЬ». Номінал: 1 карбованець. Матеріал: мідно-нікелевий сплав. Вага: 12,80 г. Діаметр: 31,00 мм. Товщина: 2,3 мм. Тираж: 250 000 (proof). Художник: О. В. Бакланов. Скульптор: І. С. Комшилов. Виробник: Ленінградський монетний двір. |                                                                       |
| 1991 | | XXV літні Олімпійські ігри в Барселоні (Боротьба)                     |
| 1991 | Аверс: герб СРСР; назва держави: «СССР»; номінал: «1 РУБЛЬ»; рік випуску: «1991». Реверс: зображення поєдинку двох борців (по центру); собор «Саграда Фамілія» (ліворуч) та зображення поєдинку двох давньогрецьких борців (праворуч); давньогрецький орнамент; написи: «БАРСЕЛОНА 1992», «XXV ОЛИМПИАДА». Гурт: гладкий з написом: «ОДИН РУБЛЬ ◾ ОДИН РУБЛЬ». Номінал: 1 карбованець. Матеріал: мідно-нікелевий сплав. Вага: 12,80 г. Діаметр: 31,00 мм. Товщина: 2,3 мм. Тираж: 250 000 (proof). Художник: О. В. Бакланов. Скульптор: І. С. Комшилов. Виробник: Ленінградський монетний двір.                                                                                       |                                                                       |
| 1991 | | XXV літні Олімпійські ігри в Барселоні (Біг)                          |
| 1991 | Аверс: герб СРСР; назва держави: «СССР»; номінал: «1 РУБЛЬ»; рік випуску: «1991». Реверс: зображення бігуна (по центру); собор «Саграда Фамілія» (ліворуч) два давньогрецьких бігуна (праворуч); давньогрецький орнамент; написи: «БАРСЕЛОНА 1992», «XXV ОЛИМПИАДА». Гурт: гладкий з написом: «ОДИН РУБЛЬ ◾ ОДИН РУБЛЬ». Номінал: 1 карбованець. Матеріал: мідно-нікелевий сплав. Вага: 12,80 г. Діаметр: 31,00 мм. Товщина: 2,3 мм. Тираж: 250 000 (proof). Художник: О. В. Бакланов. Скульптор: І. С. Комшилов. Виробник: Ленінградський монетний двір. |                                                                       |

### 3 карбованці
| 1987 | | 70 років Великій Жовтневій соціалістичній революції       |
| 1987 | Аверс: герб СРСР; назва держави «СССР»; номінал: «3 РУБЛЯ»; рік випуску: «1987». Реверс: група революційних гвардійців: солдат, робітник і селянин; дата «1917» і напис «СЕМЬДЕСЯТ ЛЕТ ВЕЛИКОЙ ОКТЯБРЬСКОЙ СОЦИАЛИСТИЧЕСКОЙ РЕВОЛЮЦИИ». Гурт: гладкий з написом: «ТРИ РУБЛЯ ★ ТРИ РУБЛЯ». Номінал: 5 карбованців. Матеріал: мідно-нікелевий сплав. Вага: 14,35. Діаметр: 33,00 мм. Товщина: 2,3 мм. Тираж: 2 500 000 (UNC) + 200 000 (proof). Художник: Т. К. Сейфулін. Скульптор: С. М. Іванов. Виробник: Ленінградський монетний двір. |                                                           |
| 1989 | | Всенародна допомога Вірменії у зв'язку з землетрусом      |
| 1989 | Аверс: герб СРСР; назва держави «СССР»; номінал: «3 РУБЛЯ»; рік випуску: «1989». Реверс: зображення на тлі гір смолоскипа у вигляді рук, що тримають чашу з полум'ям, по обидва боки смолоскипа під горами символічно зображені руїни — наслідок землетрусу; дата землетрусу «7.12.1988»; написи: «АРМЕНИЯ», «ЗОНА ЗЕМЛЕТРЯСЕНИЯ • МИЛОСЕРДИЯ • СОЗИДАНИЯ». Гурт: гладкий з написом: «ТРИ РУБЛЯ ★ ТРИ РУБЛЯ». Номінал: 5 карбованців. Матеріал: мідно-нікелевий сплав. Вага: 14,35. Діаметр: 33,00 мм. Товщина: 2,3 мм. Тираж: 3 000 000 (UNC) + 300 000 (proof). Художник: Адамян. Скульптор: Н. А. Носов. Виробник: Ленінградський монетний двір. |                                                           |
| 1991 | | 50 років розгрому німецько-фашистських військ під Москвою |
| 1991 | Аверс: герб СРСР; назва держави «СССР»; номінал: «3 РУБЛЯ»; рік випуску: «1991». Реверс: колона радянських солдатів на тлі Кремлівської стіни і Спаської вежі, прив'язний аеростат вгорі, загородження з рейок типу «їжак» знизу; дати «1941», «1991»; напис «50 ЛЕТ РАЗГРОМА НЕМЕЦКО-ФАШИСТКИХ ВОЙСК ПОД МОСКВОЙ». Гурт: гладкий з написом: «ТРИ РУБЛЯ ★ ТРИ РУБЛЯ». Номінал: 5 карбованців. Матеріал: мідно-нікелевий сплав. Вага: 14,35. Діаметр: 33,00 мм. Товщина: 2,3 мм. Тираж: 2 500 000 (UNC) + 350 000 (proof). Художник: А. В. Бакланов. Скульптор: Н. А. Носов. Виробник: Ленінградський монетний двір.                                 |                                                           |

### 5 карбованців
| 1987 | | 70 років Великій Жовтневій соціалістичній революції |
| 1987 | Аверс: герб СРСР; назва держави «СССР»; номінал: «5 РУБЛЕЙ»; рік випуску: «1987». Реверс: стилізований стяг, з барельєфом радянського вождя В. І. Леніна (ліворуч) і датою «1917» (праворуч); напис: «70 ЛЕТ ВЕЛИКОЙ ОКТЯБРЬСКОЙ СОЦИАЛИСТИЧЕСКОЙ РЕВОЛЮЦИИ» і лаврова гілка. Гурт: гладкий з написом: «ПЯТЬ РУБЛЕЙ ★ ПЯТЬ РУБЛЕЙ». Номінал: 5 карбованців. Матеріал: мідно-нікелевий сплав. Вага: 30,00. Діаметр: 39,00 мм. Товщина: 3,1 мм. Тираж: 1 500 000 (UNC) + 200 000 (proof). Художник: В. В. Нікітін. Скульптор: М. О. Носов. Виробник: Ленінградський монетний двір.                |                                                     |
| 1988 | | Пам'ятник Петру Першому в Ленінграді                |
| 1988 | Аверс: герб СРСР; назва держави «СССР»; номінал: «5 РУБЛЕЙ»; рік випуску: «1988». Реверс: пам'ятник Петру Першому в Ленінграді на тлі силуету Петропавлівської фортеці, та дата його встановлення «1782»; написи: «ЛЕНИНГРАД», «ПАМЯТНИК ПЕТРУ ПЕРВОМУ». Гурт: гладкий з написом: «ПЯТЬ РУБЛЕЙ ★ ПЯТЬ РУБЛЕЙ». Номінал: 5 карбованців. Матеріал: мідно-нікелевий сплав. Вага: 19,80. Діаметр: 35,00 мм. Товщина: 2,6 мм. Тираж: 2 000 000 (UNC) + 325 000 (proof). Художник: О. В. Бакланов. Скульптор: О. В. Бакланов. Виробник: Ленінградський монетний двір.                                 |                                                     |
| 1988 | | Пам'ятник Тисячоліття Росії в Новгороді             |
| 1988 | Аверс: герб СРСР; назва держави «СССР»; номінал: «5 РУБЛЕЙ»; рік випуску: «1988». Реверс: панорама з пам'ятником «Тисячоліття Росії», розташованого у Новгороді, і дата його встановлення: «1862»; написи: «НОВГОРОД», «ПАМЯТНИК „ТЫСЯЧЕЛЕТИЕ РОССИИ“». Гурт: гладкий з написом: «ПЯТЬ РУБЛЕЙ ★ ПЯТЬ РУБЛЕЙ». Номінал: 5 карбованців. Матеріал: мідно-нікелевий сплав. Вага: 19,80. Діаметр: 35,00 мм. Товщина: 2,6 мм. Тираж: 2 000 000 (UNC) + 325 000 (proof). Художник: О. Г. Мірошниченко. Скульптор: М. О. Носов. Виробник: Ленінградський монетний двір.                                 |                                                     |
| 1988 | | Софійський собор в Києві                            |
| 1988 | Аверс: герб СРСР; назва держави «СССР»; номінал: «5 РУБЛЕЙ»; рік випуску: «1988». Реверс: панорама Софійського собору в Києві, і дата його заснування: «XI ВЕК»; написи: «КИЕВ», «СОФИЙСКИЙ СОБОР». Гурт: гладкий з написом: «ПЯТЬ РУБЛЕЙ ★ ПЯТЬ РУБЛЕЙ». Номінал: 5 карбованців. Матеріал: мідно-нікелевий сплав. Вага: 19,80. Діаметр: 35,00 мм. Товщина: 2,6 мм. Тираж: 2 000 000 (UNC) + 325 000 (proof). Художник: О. Г. Мірошниченко. Скульптор: С. М. Іванов. Виробник: Ленінградський монетний двір.                                                                                    |                                                     |
| 1989 | | Собор Покрова на рові в Москві                      |
| 1989 | Аверс: герб СРСР; назва держави «СССР»; номінал: «5 РУБЛЕЙ»; рік випуску: «1989». Реверс: Собор Покрова на рові на Червоній площі в Москві; дата заснування собору: «1561»; написи: «МОСКВА», «СОБОР ПОКРОВА НА РВУ». Гурт: гладкий з написом: «ПЯТЬ РУБЛЕЙ ★ ПЯТЬ РУБЛЕЙ». Номінал: 5 карбованців. Матеріал: мідно-нікелевий сплав. Вага: 19,80. Діаметр: 35,00 мм. Товщина: 2,6 мм. Тираж: 2 000 000 (UNC) + 300 000 (proof). Художники: О. В. Бакланов, О. О. Колодкін. Скульптор: І. С. Комшилов. Виробник: Московський монетний двір.                                                      |                                                     |
| 1989 | | Ансамбль Регістан в Самарканді                      |
| 1989 | Аверс: герб СРСР; назва держави «СССР»; номінал: «5 РУБЛЕЙ»; рік випуску: «1989». Реверс: архітектурний ансамбль Регістан в Самарканді; дата будівництва ансамблю: «XV—XVII ст.» і декоративний візерунок і лінія у вигляді спіралі; написи: «САМАРКАНД», «РЕГИСТАН». Гурт: гладкий з написом: «ПЯТЬ РУБЛЕЙ ★ ПЯТЬ РУБЛЕЙ». Номінал: 5 карбованців. Матеріал: мідно-нікелевий сплав. Вага: 19,80. Діаметр: 35,00 мм. Товщина: 2,6 мм. Тираж: 2 000 000 (UNC) + 300 000 (proof). Художник: О. В. Бакланов. Скульптор: С. М. Іванов. Виробник: Московський монетний двір.                         |                                                     |
| 1989 | | Благовіщенський собор Московського Кремля           |
| 1989 | Аверс: герб СРСР; назва держави «СССР»; номінал: «5 РУБЛЕЙ»; рік випуску «1989». Реверс: Благовіщенський собор Московського кремля; дата заснування собору: «1489» з декоративною гілкою; написи: «МОСКВА», «БЛАГОВЕЩЕНСКИЙ СОБОР». Гурт: гладкий з написом: «ПЯТЬ РУБЛЕЙ ★ ПЯТЬ РУБЛЕЙ». Номінал: 5 карбованців. Матеріал: мідно-нікелевий сплав. Вага: 19,80. Діаметр: 35,00 мм. Товщина: 2,6 мм. Тираж: 2 000 000 (UNC) + 300 000 (proof). Художник: О. В. Бакланов. Скульптор: С. М. Іванов. Виробник: Ленінградський монетний двір.                                                        |                                                     |
| 1990 | | Великий палац в Петродворці                         |
| 1990 | Аверс: герб СРСР; назва держави «СССР»; номінал: «5 РУБЛЕЙ»; рік випуску «1990». Реверс: панорама Великого палацу з каскадом фонтанів у Петродворці; дата будівництва палацу: «XVIII—XIX вв.», обрамлена старовинним візерунком; написи: «ПЕТРОДВОРЕЦ», «БОЛЬШОЙ ДВОРЕЦ». Гурт: гладкий з написом: «ПЯТЬ РУБЛЕЙ ★ ПЯТЬ РУБЛЕЙ». Номінал: 5 карбованців. Матеріал: мідно-нікелевий сплав. Вага: 19,80. Діаметр: 35,00 мм. Товщина: 2,6 мм. Тираж: 3 000 000 (UNC) + 400 000 (proof). Художник: О. В. Бакланов. Скульптор: С. М. Іванов. Виробник: Ленінградський монетний двір.                  |                                                     |
| 1990 | | Успенський собор в Москві                           |
| 1990 | Аверс: герб СРСР; назва держави «СССР»; номінал: «5 РУБЛЕЙ»; рік випуску: «1990». Реверс: Успенський собор в Москві; дата заснування собору: «XV ст.»; написи: «УСПЕНСКИЙ СОБОР» і «МОСКВА», з двома декоративними віньєтками. Гурт: гладкий з написом: «ПЯТЬ РУБЛЕЙ ★ ПЯТЬ РУБЛЕЙ». Номінал: 5 карбованців. Матеріал: мідно-нікелевий сплав. Вага: 19,80. Діаметр: 35,00 мм. Товщина: 2,6 мм. Тираж: 3 000 000 (UNC) + 400 000 (proof). Художник: О. В. Бакланов. Скульптор: П. К. Потапов. Виробник: Ленінградський монетний двір.                                                            |                                                     |
| 1990 | | Матенадаран в Єревані                               |
| 1990 | Аверс: герб СРСР; назва держави «СССР»; номінал: «5 РУБЛЕЙ»; рік випуску: «1990». Реверс: Матенадаран (Інститут стародавніх рукописів) в Єревані; старовинний рукопис у вигляді сувою; написи: «ЕРЕВАН» і «МАТЕНАДАРАН»; дата заснування закладу «1959» і зображення птаха з мечем і щитом. Гурт: гладкий з написом: «ПЯТЬ РУБЛЕЙ ★ ПЯТЬ РУБЛЕЙ». Номінал: 5 карбованців. Матеріал: мідно-нікелевий сплав. Вага: 19,80. Діаметр: 35,00 мм. Товщина: 2,6 мм. Тираж: 3 000 000 (UNC) + 400 000 (proof). Художник: О. О. Колодкін. Скульптор: М. О. Носов. Виробник: Ленінградський монетний двір. |                                                     |
| 1991 | | Архангельський собор в Москві                       |
| 1991 | Аверс: герб СРСР; назва держави «СССР»; номінал: «5 РУБЛЕЙ»; рік випуску: «1991». Реверс: Архангельський собор в Москві; дата його заснування: «1508»; написи «АРХАНГЕЛЬСКИЙ СОБОР», «МОСКВА» і орнамент. Гурт: гладкий з написом: «ПЯТЬ РУБЛЕЙ ★ ПЯТЬ РУБЛЕЙ». Номінал: 5 карбованців. Матеріал: мідно-нікелевий сплав. Вага: 19,80. Діаметр: 35,00 мм. Товщина: 2,6 мм. Тираж: 2 500 000 (UNC) + 350 000 (proof). Художник: О. В. Бакланов. Скульптор: І. С. Комшилов. Виробник: Ленінградський монетний двір.                                                                                |                                                     |
| 1991 | | Державний банк                                      |
| 1991 | Аверс: герб СРСР; назва держави «СССР»; номінал: «5 РУБЛЕЙ»; рік випуску: «1991». Реверс: зображення воріт біля будівлі Державного банку в Москві; написи: «ГОСУДАРСТВЕННЫЙ БАНК», «МОСКВА XIX ВЕК». Гурт: гладкий з написом: «ПЯТЬ РУБЛЕЙ ★ ПЯТЬ РУБЛЕЙ». Номінал: 5 карбованців. Матеріал: мідно-нікелевий сплав. Вага: 19,80. Діаметр: 35,00 мм. Товщина: 2,6 мм. Тираж: 2 500 000 (UNC) + 350 000 (proof). Художник: О. В. Бакланов. Скульптор: С. М. Іванов. Виробник: Ленінградський монетний двір.                                                                                       |                                                     |
| 1991 | | Пам'ятник Давиду Сасунському в Єревані              |
| 1991 | Аверс: герб СРСР; назва держави: «СССР»; номінал: «5 РУБЛЕЙ»; рік випуску: «1991». Реверс: пам'ятник Давиду Сасунському в Єревані; написи: «ЕРЕВАН», «ПАМЯТНИК ДАВИДУ САСУНСКОМУ»; рік встановлення пам'ятника: «1959», та декоративна віньєтка. Гурт: гладкий з написом: «ПЯТЬ РУБЛЕЙ ★ ПЯТЬ РУБЛЕЙ». Номінал: 5 карбованців. Матеріал: мідно-нікелевий сплав. Вага: 19,80. Діаметр: 35,00 мм. Товщина: 2,6 мм. Тираж: 2 500 000 (UNC) + 350 000 (proof). Художник: О. В. Бакланов. Скульптор: М. О. Носов. Виробник: Ленінградський монетний двір.                                            |                                                     |

## Біметалеві монети

### 5 карбованців
| 1991 | | Червона книга (Рибний пугач)      |
| 1991 | Аверс: позначення номіналу «5 РУБЛЕЙ» між лавровою та дубовою гілками; напис: «★ ГОСУДАРСТВЕННЫЙ БАНК СССР ★»; рік випуску: «1991»; монограма Ленінградського монетного двору. Реверс: рибний пугач на тлі водяних заростей; напис: «КРАСНАЯ КНИГА СССР • ВИНТОРОГИЙ КОЗЕЛ •». Гурт: переривчасте рифлення з кроком 3 мм Номінал: 5 карбованців. Матеріал: біметал (мідно-цинковий і мідно-нікелевий сплави). Вага: 6,25 г. Діаметр: 25,00 мм. Товщина: 1,95 мм. Тираж: 550000 (unc). Художники: М. А. Сиса, О. В. Бакланов. Скульптор: О. В. Бакланов. Виробник: Ленінградський монетний двір.        |                                   |
| 1991 | | Червона книга (Гвинторогий козел) |
| 1991 | Аверс: позначення номіналу «5 РУБЛЕЙ» між лавровою та дубовою гілками; напис: «★ ГОСУДАРСТВЕННЫЙ БАНК СССР ★»; рік випуску: «1991»; монограма Ленінградського монетного двору. Реверс: гвинторогий козел (мархур) на вершині скелі; напис: «КРАСНАЯ КНИГА СССР • ВИНТОРОГИЙ КОЗЕЛ •». Гурт: переривчасте рифлення з кроком 3 мм Номінал: 5 карбованців. Матеріал: біметал (мідно-цинковий і мідно-нікелевий сплави). Вага: 6,25 г. Діаметр: 25,00 мм. Товщина: 1,95 мм. Тираж: 550000 (unc). Художники: М. А. Сиса, А. В. Бакланов. Скульптор: Л. С. Камшилов. Виробник: Ленінградський монетний двір. |                                   |

## Срібні монети

### 3 карбованці
| 1988 | | 1000-річчя давньоруського зодчества (Софійський собор)                             |
| 1988 | Аверс: герб СРСР; назва держави «СССР»; номінал: «3 РУБЛЯ»; рік випуску: «1988»; позначення вмісту чистого дорогоцінного металу: «Ag 900», «31,1»; монограма Московського монетного двору. Реверс: зображення собору Святої Софії у Києві і дата його заснування «1037 г.»; написи: «1000-ЛЕТИЕ ДРЕВНЕРУССКОГО ЗОДЧЕСТВА», «СОФИЙСКИЙ СОБОР • КИЕВ •». Гурт: 300 рифлень. Номінал: 3 карбованця. Матеріал: срібло 900-ої проби. Вага: 34,56 мм. Діаметр: 39 мм. Товщина: 3,3 мм. Тираж: 35 000 (proof). Художник: А. А. Колодкін. Скульптор: В. М. Нікіщенко. Виробник: Московський монетний двір. |                                                                                    |
| 1988 | | 1000-річчя давньоруського монетного карбування (Срібник Володимира)                |
| 1988 | Аверс: герб СРСР; назва держави «СССР»; номінал: «3 РУБЛЯ»; рік випуску: «1988»; позначення вмісту чистого дорогоцінного металу: «Ag 900», «31,1»; монограма Ленінградського монетного двору. Реверс: зображення двох сторін давньоруської монети-срібника і дата першого руського карбування «988 г.»; написи: «1000-ЛЕТИЕ ДРЕВНЕРУСКОЙ МОНЕТНОЙ ЧЕКАНКИ», «СРЕБРЕНИК ВЛАДИМИРА». Гурт: 300 рифлень. Номінал: 3 карбованця. Матеріал: срібло 900-ої проби. Вага: 34,56 мм. Діаметр: 39 мм. Товщина: 3,3 мм. Тираж: 35 000 (proof). Художник: А. В. Бакланов. Скульптор: А. В. Бакланов. Виробники: Ленінградський монетний двір. |                                                                                    |
| 1989 | | 500-річчя Російської держави (Перші загальноруські монети)                         |
| 1989 | Аверс: герб СРСР; назва держави «СССР»; номінал: «3 РУБЛЯ»; рік випуску: «1989»; позначення вмісту чистого дорогоцінного металу: «Ag 900», «31,1»; монограма Ленінградського монетного двору. Реверс: зображення трьох номіналів перших загальноросійських монет і дата їх карбування «XVI в.»: копійка, деньга, полушка; написи: «500-ЛЕТИЕ ЕДИНОГО РУССКОГО ГОСУДАРСТВА», «ПЕРВЫЕ ОБЩЕРУССКИЕ МОНЕТЫ». Гурт: 300 рифлень. Номінал: 3 карбованця. Матеріал: срібло 900-ої проби. Вага: 34,56 мм. Діаметр: 39 мм. Товщина: 3,3 мм. Тираж: 40 000 (proof). Художник: А. А. Колодкін. Скульптор: А. А. Новічков. Виробник: Ленінградський монетний двір.                                                                                      |                                                                                    |
| 1989 | | 500-річчя Російської держави (Московський Кремль)                                  |
| 1989 | Аверс: герб СРСР; назва держави «СССР»; номінал: «3 РУБЛЯ»; рік випуску: «1989»; позначення вмісту чистого дорогоцінного металу: «Ag 900», «31,1»; монограма Московського монетного двору. Реверс: зображення Московського Кремля в первісному вигляді (без високих наметів на вежах і без декоративних елементів), усередині видно Грановата палата, Благовіщенський та Успенський собори; дата заснування Кремля «XV в.» і написи: «500-ЛЕТИЕ ЕДИНОГО РУССКОГО ГОСУДАРСТВА», «МОСКОВСКИЙ КРЕМЛЬ»: Гурт: 300 рифлень. Номінал: 3 карбованця. Матеріал: срібло 900-ої проби. Вага: 34,56 мм. Діаметр: 39 мм. Товщина: 3,3 мм. Тираж: 40 000 (proof). Художник: А. В. Бакланов. Скульптор: Н. А. Носов. Виробник: Московський монетний двір. |                                                                                    |
| 1990 | | 250-річчя з дня відкриття Російської Америки (Експедиція Кука в Російську Америку) |
| 1990 | Аверс: герб СРСР; назва держави «СССР»; номінал: «3 РУБЛЯ»; рік випуску: «1990»; позначення вмісту чистого дорогоцінного металу: «Ag 900», «31,1»; монограма Ленінградського монетного двору. Реверс: в середині зверху кораблі «Resolution» і «Discovery», нижче зустріч експедиції Джеймса Кука з російськими поселенцями на острові Уналашка біля Аляски, ліворуч рік проведення експедиції «1778»; написи: «250 ЛЕТ ОТКРЫТИЯ РУССКОЙ АМЕРИКИ», «ЭКСПЕДИЦИЯ Д. КУКА В РУССКУЮ АМЕРИКУ». Гурт: 300 рифлень. Номінал: 3 карбованця. Матеріал: срібло 900-ої проби. Вага: 34,56 мм. Діаметр: 39 мм. Товщина: 3,3 мм. Тираж: 25 000 (proof). Художник: А. В. Бакланов. Скульптор: А. В. Бакланов. Виробник: Ленінградський монетний двір.    |                                                                                    |
| 1990 | | Зустріч у верхах в інтересах дітей                                                 |
| 1990 | Аверс: герб СРСР; назва держави «СССР»; номінал: «3 РУБЛЯ»; рік випуску: «1990»; позначення вмісту чистого дорогоцінного металу: «Ag 900», «31,1»; монограма Московського монетного двору. Реверс: емблема Всесвітньої зустрічі на користь дітей, що проходила 1990 року в Нью-Йорку, під нею символічно зображений стіл із чотирма учасниками зустрічі, ще нижче в два рядки дата та місце заходу: «NEW YORK 1990»; напис: «ВСЕМИРНАЯ ВСТРЕЧА НА ВЫСШЕМ УРОВНЕ В ИНТЕРЕСАХ ДЕТЕЙ». Гурт: 300 рифлень. Номінал: 3 карбованця. Матеріал: срібло 900-ої проби. Вага: 34,56 мм. Діаметр: 39 мм. Товщина: 3,3 мм. Тираж: 20 000 (proof). Художник: А. В. Бакланов. Скульптор: Н. А. Носов. Виробник: Московський монетний двір.                 |                                                                                    |
| 1990 | | 500-річчя Російської держави (Флот Петра Великого)                                 |
| 1990 | Аверс: герб СРСР; назва держави «СССР»; номінал: «3 РУБЛЯ»; рік випуску: «1990»; позначення вмісту чистого дорогоцінного металу: «Ag 900», «31,1»; монограма Московського монетного двору. Реверс: зображення двох вітрильних кораблів початку XVIII століття, зліва від них рубль петровського часу із зображенням профілю імператора та титулу: «ПЕТРЪ I IМПЕРАТОР I САМОДЕРЖЕЦЪ ВСЕРОССИИСКИЙ»; написи: «500-ЛЕТИЕ ЕДИНОГО РУССКОГО ГОСУДАРСТВА», «ФЛОТ ПЕТРА ВЕЛИКОГО». Гурт: 300 рифлень. Номінал: 3 карбованця. Матеріал: срібло 900-ої проби. Вага: 34,56 мм. Діаметр: 39 мм. Товщина: 3,3 мм. Тираж: 40 000 (proof). Художник: А. А. Колодкін. Скульптор: В. М. Нікіщенко. Виробник: Московський монетний двір.                     |                                                                                    |
| 1990 | | 500-річчя Російської держави (Петропавлівська фортеця)                             |
| 1990 | Аверс: герб СРСР; назва держави «СССР»; номінал: «3 РУБЛЯ»; рік випуску: «1990»; позначення вмісту чистого дорогоцінного металу: «Ag 900», «31,1»; монограма Ленінградського монетного двору. Реверс: зображення Петропавлівської фортеці в Санкт-Петербурзі, на передньому плані парусний корабель і човен; написи: «500-ЛЕТИЕ ЕДИНОГО РУССКОГО ГОСУДАРСТВА», «ПЕТРОПАВЛОВСКАЯ КРЕПОСТЬ • 1703 Г.». Гурт: 300 рифлень. Номінал: 3 карбованця. Матеріал: срібло 900-ої проби. Вага: 34,56 мм. Діаметр: 39 мм. Товщина: 3,3 мм. Тираж: 40 000 (proof). Художник: А. В. Бакланов. Скульптор: С. М. Іванов. Виробники: Ленінградський монетний двір.                                                                                           |                                                                                    |
| 1991 | | 30-річчя першого польоту людини в космос                                           |
| 1991 | Аверс: герб СРСР; назва держави «СССР»; номінал: «3 РУБЛЯ»; рік випуску: «1991»; позначення вмісту чистого дорогоцінного металу: «Ag 900», «31,1»; монограма Ленінградського монетного двору. Реверс: пам'ятник Ю. О. Гагаріну на площі Гагаріна в Москві, ліворуч і праворуч знаходяться символічні зображення галактик та зірок; написи: «• 30 ЛЕТ ПЕРВОГО ПОЛЕТА ЧЕЛОВЕКА В КОСМОС •» і ювілейні роки «1961 1991». Гурт: 300 рифлень. Номінал: 3 карбованця. Матеріал: срібло 900-ої проби. Вага: 34,56 мм. Діаметр: 39 мм. Товщина: 3,3 мм. Тираж: 25 000 (proof). Художник: А. В. Бакланов. Скульптор: Н. А. Носов. Художник: А. В. Бакланов. Скульптор: Н. А. Носов. Виробники: Ленінградський монетний двір.                         |                                                                                    |
| 1991 | | 250-річчя з дня відкриття Російської Америки (Фортеця Росс)                        |
| 1991 | Аверс: герб СРСР; назва держави «СССР»; номінал: «3 РУБЛЯ»; рік випуску: «1991»; позначення вмісту чистого дорогоцінного металу: «Ag 900», «31,1»; монограма Ленінградського монетного двору. Реверс: вітрильний корабель, що пливе до берегів Аляски, чайка та символічне зображення астролябії (основний прилад моряків того часу); написи: «250 ЛЕТ ОТКРЫТИЯ РУССКОЙ АМЕРИКИ», «КРЕПОСТЬ РОСС • 1812». Гурт: 300 рифлень. Номінал: 3 карбованця. Матеріал: срібло 900-ої проби. Вага: 34,56 мм. Діаметр: 39 мм. Товщина: 3,3 мм. Тираж: 25 000 (proof). Художник: А. В. Бакланов. Скульптор: Л. С. Комшилов. Виробники: Ленінградський монетний двір.                                                                                    |                                                                                    |
| 1991 | | 500-річчя Російської держави (Великий театр)                                       |
| 1991 | Аверс: герб СРСР; назва держави «СССР»; номінал: «3 РУБЛЯ»; рік випуску: «1991»; позначення вмісту чистого дорогоцінного металу: «Ag 900», «31,1»; монограма Ленінградського монетного двору. Реверс: зображення балерини на тлі будівлі Великого театру в Москві, біля її правої ноги лежить квітка; написи: «500-ЛЕТИЕ ЕДИНОГО РУССКОГО ГОСУДАРСТВА», «БОЛЬШОЙ ТЕАТР • 1825 Г.». Гурт: 300 рифлень. Номінал: 3 карбованця. Матеріал: срібло 900-ої проби. Вага: 34,56 мм. Діаметр: 39 мм. Товщина: 3,3 мм. Тираж: 40 000 (proof). Художник: А. В. Бакланов. Скульптор: Л. С. Комшилов. Художник: А. В. Бакланов. Скульптор: С. М. Іванов. Виробники: Ленінградський монетний двір.                                                        |                                                                                    |
| 1991 | | 500-річчя Російської держави (Тріумфальна арка)                                    |
| 1991 | Аверс: герб СРСР; назва держави «СССР»; номінал: «3 РУБЛЯ»; рік випуску: «1991»; позначення вмісту чистого дорогоцінного металу: «Ag 900», «31,1»; монограма Московського монетного двору. Реверс: тріумфальна арка в Москві, над нею аверс та реверс ювілейного рубля 1839 року, присвяченого встановленню пам'ятника на Бородінському полі, дата її будівництва «1834 г.» (ліворуч), напис «МОСКВА» (праворуч); напис: «500-РІЧЧЯ ЄДИНОЇ РОСІЙСЬКОЇ ДЕРЖАВИ», «ТРИУМФАЛЬНА АРКА». Гурт: 300 рифлень. Номінал: 3 карбованця. Матеріал: срібло 900-ої проби. Вага: 34,56 мм. Діаметр: 39 мм. Товщина: 3,3 мм. Тираж: 40 000 (proof). Художник: А. А. Колодкін. Скульптор: В. М. Нікіщенко. Виробники: Московський монетний двір.            |                                                                                    |

### 5 карбованців
| 1977 | | Ігри XXII Олімпіади в Москві (Ленінград)        |
| 1977 | Аверс: герб СРСР; назва держави «СССР»; номінал: «5 РУБЛЕЙ». Реверс: панорама Ленінграда; емблема XXII Олімпійських ігор; написи: «ЛЕНИНГРАД», «ИГРЫ XXII ОЛИМПИАДЫ • МОСКВА • 1980»; монограма Ленінградського або Московського монетних дворів; рік випуску: «1977». Гурт: 252 рифлень. Номінал: 5 карбованців. Матеріал: срібло 900-ої проби. Вага: 16,67 мм. Діаметр: 33 мм. Товщина: 2,4 мм. Тираж: 250 411 (UNC) + 121 417 (proof). Художник: В. К. Нікітін. Скульптори: Л. С. Комшилов, П. К. Потапов, С. М. Іванов. Виробники: Ленінградський і Московський монетні двори.                                                                           |                                                 |
| 1977 | | Ігри XXII Олімпіади в Москві (Таллінн)          |
| 1977 | Аверс: герб СРСР; назва держави «СССР»; номінал: «5 РУБЛЕЙ». Реверс: панорама Таллінна; емблема XXII Олімпійських ігор; написи: «ТАЛЛИН», «ИГРЫ XXII ОЛИМПИАДЫ • МОСКВА • 1980»; монограма Ленінградського або Московського монетних дворів; рік випуску: «1977» Гурт: 252 рифлень. Номінал: 5 карбованців. Матеріал: срібло 900-ої проби. Вага: 16,67 мм. Діаметр: 33 мм. Товщина: 2,4 мм. Тираж: 251 562 (UNC) + 122 167 (proof). Художник: В. К. Нікітін. Скульптори: Л. С. Комшилов, П. К. Потапов, В. А. Єрмаков. Виробники: Ленінградський і Московський монетні двори.                                                                                |                                                 |
| 1977 | | Ігри XXII Олімпіади в Москві (Київ)             |
| 1977 | Аверс: герб СРСР; назва держави «СССР»; номінал: «5 РУБЛЕЙ». Реверс: панорама Києва; емблема XXII Олімпійських ігор; написи: «КИЕВ», «ИГРЫ XXII ОЛИМПИАДЫ • МОСКВА • 1980»; монограма Ленінградського монетного двору; рік випуску: «1977» Гурт: 252 рифлень. Номінал: 5 карбованців. Матеріал: срібло 900-ої проби. Вага: 16,67 мм. Діаметр: 33 мм. Товщина: 2,4 мм. Тираж: 250 037 (UNC) + 121 137 (proof). Художник: Ю. А. Лук'янов. Скульптори: Л. С. Комшилов, П. К. Потапов, Н. А. Носов. Виробник: Ленінградський монетний двір. |                                                 |
| 1977 | | Ігри XXII Олімпіади в Москві (Мінськ)           |
| 1977 | Аверс: герб СРСР; назва держави «СССР»; номінал: «5 РУБЛЕЙ». Реверс: панорама Мінська; емблема XXII Олімпійських ігор; написи: «МИНСК», «ИГРЫ XXII ОЛИМПИАДЫ • МОСКВА • 1980»; монограма Ленінградського монетного двору; рік випуску: «1977». Гурт: 252 рифлень. Номінал: 5 карбованців. Матеріал: срібло 900-ої проби. Вага: 16,67 мм. Діаметр: 33 мм. Товщина: 2,4 мм. Тираж: 250 040 (UNC) + 121 137 (proof). Художник: Ю. А. Лук'янов. Скульптори: Л. С. Комшилов, П. К. Потапов. Виробник: Ленінградський монетний двір. |                                                 |
| 1978 | | Ігри XXII Олімпіади в Москві (Плавання)         |
| 1978 | Аверс: герб СРСР; назва держави «СССР»; номінал: «5 РУБЛЕЙ». Реверс: плавальний басейн «Олімпійський» і плавець; емблема XXII Олімпійських ігор; напис: «ИГРЫ XXII ОЛИМПИАДЫ • МОСКВА • 1980»; монограма Ленінградського монетного двору; рік випуску: «1978». Гурт: 252 рифлень. Номінал: 5 карбованців. Матеріал: срібло 900-ої проби. Вага: 16,67 мм. Діаметр: 33 мм. Товщина: 2,4 мм. Тираж: 226 665 (UNC) + 118 335 (proof). Художник: В. А. Єрмаков. Скульптори: Л. С. Комшилов, П. К. Потапов, С. М. Іванов. Виробник: Ленінградський монетний двір.                                                                                                  |                                                 |
| 1978 | | Ігри XXII Олімпіади в Москві (Біг)              |
| 1978 | Аверс: герб СРСР; назва держави «СССР»; номінал: «5 РУБЛЕЙ». Реверс: бігун і стадіон ім. В. І. Леніна (Лужники); емблема XXII Олімпійських ігор; напис: «ИГРЫ XXII ОЛИМПИАДЫ • МОСКВА • 1980»; монограма Ленінградського монетного двору; рік випуску: «1978». Гурт: 252 рифлень. Номінал: 5 карбованців. Матеріал: срібло 900-ої проби. Вага: 16,67 мм. Діаметр: 33 мм. Товщина: 2,4 мм. Тираж: 226 653 (UNC) + 118 353 (proof). Художник: В. А. Єрмаков. Скульптори: Л. С. Комшилов, П. К. Потапов, А. В. Козлов, Н. А. Носов. Виробники: Ленінградський монетний двір.                                                                                    |                                                 |
| 1978 | | Ігри XXII Олімпіади в Москві (Конкур)           |
| 1978 | Аверс: герб СРСР; назва держави «СССР»; номінал: «5 РУБЛЕЙ». Реверс: вершник, що долає перешкоду, за ним кінно-спортивний комплекс; емблема XXII Олімпійських ігор; напис: «ИГРЫ XXII ОЛИМПИАДЫ • МОСКВА • 1980»; монограма Ленінградського монетного двору; рік випуску: «1978». Гурт: 252 рифлень. Номінал: 5 карбованців. Матеріал: срібло 900-ої проби. Вага: 16,67 мм. Діаметр: 33 мм. Товщина: 2,4 мм. Тираж: 220 603 (UNC) + 118 409 (proof). Художник: В. А. Єрмаков. Скульптори: Л. С. Комшилов, П. К. Потапов, Н. А. Носов. Виробники: Ленінградський і Московський монетні двори.                                                                 |                                                 |
| 1978 | | Ігри XXII Олімпіади в Москві (Стрибки у висоту) |
| 1978 | Аверс: герб СРСР; назва держави «СССР»; номінал: «5 РУБЛЕЙ». Реверс: стрибун у висоту, за ним зверху будівля МДУ, знизу стадіон ім. В. І. Леніна (Лужники); емблема XXII Олімпійських ігор; напис: «ИГРЫ XXII ОЛИМПИАДЫ • МОСКВА • 1980»; монограма Ленінградського монетного двору; рік випуску: «1978». Гурт: 252 рифлень. Номінал: 5 карбованців. Матеріал: срібло 900-ої проби. Вага: 16,67 мм. Діаметр: 33 мм. Товщина: 2,4 мм. Тираж: 220 583 (UNC) + 119 143 (proof). Художник: В. А. Єрмаков. Скульптори: Л. С. Комшилов, П. К. Потапов, Н. А. Носов, Р. Н. Мінігалієв. Виробники: Ленінградський і Московський монетні двори.                       |                                                 |
| 1979 | | Ігри XXII Олімпіади в Москві (Метання молота)   |
| 1979 | Аверс: герб СРСР; назва держави «СССР»; номінал: «5 РУБЛЕЙ». Реверс: атлет в секторі для метання молота, за ним стадіон ім. В. І. Леніна (Лужники); емблема XXII Олімпійських ігор; напис: «ИГРЫ XXII ОЛИМПИАДЫ • МОСКВА • 1980»; монограма Ленінградського монетного двору; рік випуску: «1979». Гурт: 252 рифлень. Номінал: 5 карбованців. Матеріал: срібло 900-ої проби. Вага: 16,67 мм. Діаметр: 33 мм. Товщина: 2,4 мм. Тираж: 207 078 (UNC) + 107 928 (proof). Художник: В. А. Єрмаков. Скульптори: Л. С. Комшилов, П. К. Потапов, С. М. Іванов. Виробники: Ленінградський і Московський монетні двори.                                                |                                                 |
| 1979 | | Ігри XXII Олімпіади в Москві (Важка атлетика)   |
| 1979 | Аверс: герб СРСР; назва держави «СССР»; номінал: «5 РУБЛЕЙ». Реверс: важкоатлет, що піднімає штангу і спортзал для змаганнь з важкої атлетики; емблема XXII Олімпійських ігор; напис: «ИГРЫ XXII ОЛИМПИАДЫ • МОСКВА • 1980»; монограма Ленінградського або Московського монетних дворів; рік випуску: «1979». Гурт: 252 рифлень. Номінал: 5 карбованців. Матеріал: срібло 900-ої проби. Вага: 16,67 мм. Діаметр: 33 мм. Товщина: 2,4 мм. Тираж: 207 078 (UNC) + 107 928 (proof). Художник: В. А. Єрмаков. Скульптори: Л. С. Комшилов, П. К. Потапов, Н. А. Носов. Виробники: Ленінградський і Московський монетні двори.                                     |                                                 |
| 1980 | | Ігри XXII Олімпіади в Москві (Гімнастика)       |
| 1980 | Аверс: герб СРСР; назва держави «СССР»; номінал: «5 РУБЛЕЙ». Реверс: гімнастка, яка виконує акробатичний елемент і Льодовий палац стадіону ім. В. І. Леніна (Лужники); емблема XXII Олімпійських ігор; напис: «ИГРЫ XXII ОЛИМПИАДЫ • МОСКВА • 1980»; монограма Ленінградського або Московського монетних дворів; рік випуску: «1980». Гурт: 252 рифлень. Номінал: 5 карбованців. Матеріал: срібло 900-ої проби. Вага: 16,67 мм. Діаметр: 33 мм. Товщина: 2,4 мм. Тираж: 126 220 (UNC) + 95 420 (proof). Художник: В. А. Єрмаков. Скульптори: Л. С. Комшилов, П. К. Потапов, С. М. Іванов. Виробники: Ленінградський і Московський монетні двори.             |                                                 |
| 1980 | | Ігри XXII Олімпіади в Москві (Стрільба з лука)  |
| 1980 | Аверс: герб СРСР; назва держави «СССР»; номінал: «5 РУБЛЕЙ». Реверс: лучниця з луком на тлі спортивної споруди, де проводилися змагання зі стрільби з лука; емблема XXII Олімпійських ігор; напис: «ИГРЫ XXII ОЛИМПИАДЫ • МОСКВА • 1980»; монограма Ленінградського або Московського монетних дворів; рік випуску: «1980». Гурт: 252 рифлень. Номінал: 5 карбованців. Матеріал: срібло 900-ої проби. Вага: 16,67 мм. Діаметр: 33 мм. Товщина: 2,4 мм. Тираж: 126 220 (UNC) + 95 420 (proof). Художник: В. А. Єрмаков. Скульптори: Л. С. Комшилов, П. К. Потапов. Виробники: Ленінградський і Московський монетні двори.                                      |                                                 |
| 1980 | | Ігри XXII Олімпіади в Москві (Городки)          |
| 1980 | Аверс: герб СРСР; назва держави «СССР»; номінал: «5 РУБЛЕЙ». Реверс: гравець у російську національну гру — городки, що метає биту, ліворуч і праворуч від нього — фігури російськогогородків; російський національний візерунок; емблема XXII Олімпійських ігор; напис: «ИГРЫ XXII ОЛИМПИАДЫ • МОСКВА • 1980»; монограма Ленінградського монетного двору; рік випуску: «1980». Гурт: 252 рифлень. Номінал: 5 карбованців. Матеріал: срібло 900-ої проби. Вага: 16,67 мм. Діаметр: 33 мм. Товщина: 2,4 мм. Тираж: 126 220 (UNC) + 95 420 (proof). Художник: В. А. Єрмаков. Скульптори: Л. С. Комшилов, П. К. Потапов. Виробник: Ленінградський монетний двір. |                                                 |
| 1980 | | Ігри XXII Олімпіади в Москві (Ісінді)           |
| 1980 | Аверс: герб СРСР; назва держави «СССР»; номінал: «5 РУБЛЕЙ». Реверс: два вершники демонструють елемент грузинського національного змагання — ісінді; грузинський національний візерунок; емблема XXII Олімпійських ігор; напис: «ИГРЫ XXII ОЛИМПИАДЫ • МОСКВА • 1980»; монограма Ленінградського монетного двору; рік випуску: «1980». Гурт: 252 рифлень. Номінал: 5 карбованців. Матеріал: срібло 900-ої проби. Вага: 16,67 мм. Діаметр: 33 мм. Товщина: 2,4 мм. Тираж: 126 220 (UNC) + 95 420 (proof). Художник: В. А. Єрмаков. Скульптори: Л. С. Комшилов, П. К. Потапов, С. М. Іванов. Виробник: Ленінградський монетний двір.                           |                                                 |

### 10 карбованців
| 1977 | | Ігри XXII Олімпіади в Москві (Москва)                     |
| 1977 | Аверс: герб СРСР; назва держави «СССР»; номінал: «10 РУБЛЕЙ». Реверс: панорама Московського Кремля; емблема XXII Олімпійських ігор; напис: «ИГРЫ XXII ОЛИМПИАДЫ • МОСКВА • 1980»; монограма Ленінградського або Московського монетних дворів; рік випуску: «1977». Гурт: 300 рифлень. Номінал: 10 карбованців. Матеріал: срібло 900-ої проби. Вага: 33,30 мм. Діаметр: 39 мм. Товщина: 3,3 мм. Тираж: 250 414 (unc) + 121 423 (proof). Художник: В. А. Єрмаков. Скульптори: Л. С. Комшилов, С. М. Іванов. Виробники: Ленінградський і Московський монетні двори. |                                                           |
| 1977 | | Ігри XXII Олімпіади в Москві (Карта СРСР)                 |
| 1977 | Аверс: герб СРСР; назва держави «СССР»; номінал: «10 РУБЛЕЙ». Реверс: карта СРСР; емблема XXII Олімпійських ігор; напис: «ИГРЫ XXII ОЛИМПИАДЫ • МОСКВА • 1980»; монограма Ленінградський монетний двір; рік випуску: «1977». Гурт: 300 рифлень. Номінал: 10 карбованців. Матеріал: срібло 900-ої проби. Вага: 33,30 мм. Діаметр: 39 мм. Товщина: 3,3 мм. Тираж: 250 040 (unc) + 121 137 (proof). Художник: В. А. Єрмаков. Скульптори: Л. С. Комшилов, С. М. Іванов. Виробник: Ленінградський монетний двір. |                                                           |
| 1978 | | Ігри XXII Олімпіади в Москві (Велоспорт)                  |
| 1978 | Аверс: герб СРСР; назва держави «СССР»; номінал: «10 РУБЛЕЙ». Реверс: велосипедист тлі Велотреку в Крилатському; емблема XXII Олімпійських ігор; напис: «ИГРЫ XXII ОЛИМПИАДЫ • МОСКВА • 1980»; монограма Ленінградського монетного двору; рік випуску: «1978». Гурт: 300 рифлень. Номінал: 10 карбованців. Матеріал: срібло 900-ої проби. Вага: 33,30 мм. Діаметр: 39 мм. Товщина: 3,3 мм. Тираж: 226 504 (unc) + 118 353 (proof). Художник: В. А. Єрмаков. Скульптор: С. М. Іванов. Виробник: Ленінградський монетний двір. |                                                           |
| 1978 | | Ігри XXII Олімпіади в Москві (Веслування)                 |
| 1978 | Аверс: герб СРСР; назва держави «СССР»; номінал: «10 РУБЛЕЙ». Реверс: веслярі на каное на тлі Веслувального каналу в Крилатському; емблема XXII Олімпійських ігор; напис: «ИГРЫ XXII ОЛИМПИАДЫ • МОСКВА • 1980»; монограма Ленінградського або Московського монетних дворів; рік випуску: «1978». Гурт: 300 рифлень. Номінал: 10 карбованців. Матеріал: срібло 900-ої проби. Вага: 33,30 мм. Діаметр: 39 мм. Товщина: 3,3 мм. Тираж: 226 404 (unc) + 118 403 (proof). Художник: В. А. Єрмаков. Скульптори: С. М. Іванов, П. К. Потапов. Виробники: Ленінградський і Московський монетні двори.                                                                                  |                                                           |
| 1978 | | Ігри XXII Олімпіади в Москві (Дожени дівчину              |
| 1978 | Аверс: герб СРСР; назва держави «СССР»; номінал: «10 РУБЛЕЙ». Реверс: вершник, що женеться за вершницею, які грають у національну казахську гру «Дожени дівчину» («Киз куумай»); казахський національний орнамент; емблема XXII Олімпійських ігор; напис: «ИГРЫ XXII ОЛИМПИАДЫ • МОСКВА • 1980»; монограма Ленінградського або Московського монетних дворів; рік випуску: «1978». Гурт: 300 рифлень. Номінал: 10 карбованців. Матеріал: срібло 900-ої проби. Вага: 33,30 мм. Діаметр: 39 мм. Товщина: 3,3 мм. Тираж: 226 404 (unc) + 118 403 (proof). Художник: В. А. Єрмаков. Скульптори: С. М. Іванов, Л. С. Камшилов. Виробники: Ленінградський і Московський монетні двори. |                                                           |
| 1978 | | Ігри XXII Олімпіади в Москві (Стрибки з жердиною)         |
| 1978 | Аверс: герб СРСР; назва держави «СССР»; номінал: «10 РУБЛЕЙ». Реверс: стрибун з жердиною долає висоту, за ним стадіон ім. В. І. Леніна (Лужники); емблема XXII Олімпійських ігор; напис: «ИГРЫ XXII ОЛИМПИАДЫ • МОСКВА • 1980»; монограма Ленінградського або Московського монетних дворів; рік випуску: «1978». Гурт: 300 рифлень. Номінал: 10 карбованців. Матеріал: срібло 900-ої проби. Вага: 33,30 мм. Діаметр: 39 мм. Товщина: 3,3 мм. Тираж: 220 583 (unc) + 119 343 (proof). Художник: В. А. Єрмаков. Скульптор: С. М. Іванов. Виробники: Ленінградський і Московський монетні двори.                                                                                   |                                                           |
| 1979 | | Ігри XXII Олімпіади в Москві (Баскетбол)                  |
| 1979 | Аверс: герб СРСР; назва держави «СССР»; номінал: «10 РУБЛЕЙ». Реверс: два баскетболіста, один атакує, другий захищає баскетбольне кільце, за ними універсальний спортивний комплекс, де проводилися ігри з баскетболу; емблема XXII Олімпійських ігор; напис: «ИГРЫ XXII ОЛИМПИАДЫ • МОСКВА • 1980»; монограма Ленінградського монетного двору; рік випуску: «1979». Гурт: 300 рифлень. Номінал: 10 карбованців. Матеріал: срібло 900-ої проби. Вага: 33,30 мм. Діаметр: 39 мм. Товщина: 3,3 мм. Тираж: 220 583 (unc) + 119 243 (proof). Художник: В. А. Єрмаков. Скульптори: С. М. Іванов. Виробник: Ленінградський монетний двір.                                             |                                                           |
| 1979 | | Ігри XXII Олімпіади в Москві (Волейбол)                   |
| 1979 | Аверс: герб СРСР; назва держави «СССР»; номінал: «10 РУБЛЕЙ». Реверс: момент гри у волейбол, один волейболіст проводить нападаючий удар, два інших ставлять йому блок, за ними спортивний комплекс, де проводилися ігри з волейболу; емблема XXII Олімпійських ігор; напис: «ИГРЫ XXII ОЛИМПИАДЫ • МОСКВА • 1980»; монограма Ленінградського монетного двору; рік випуску: «1979». Гурт: 300 рифлень. Номінал: 10 карбованців. Матеріал: срібло 900-ої проби. Вага: 33,30 мм. Діаметр: 39 мм. Товщина: 3,3 мм. Тираж: 220 583 (unc) + 119 243 (proof). Художник: В. А. Єрмаков. Скульптори: С. М. Іванов, Л. С. Комшилов. Виробник: Ленінградський монетний двір.               |                                                           |
| 1979 | | Ігри XXII Олімпіади в Москві (Боротьба дзюдо)             |
| 1979 | Аверс: герб СРСР; назва держави «СССР»; номінал: «10 РУБЛЕЙ». Реверс: поєдинок дзюдоїстів, за ними спортивна споруда, де проводилися змагання з дзюдо; емблема XXII Олімпійських ігор; напис: «ИГРЫ XXII ОЛИМПИАДЫ • МОСКВА • 1980»; монограма Ленінградського або Московського монетних дворів; рік випуску: «1979». Гурт: 300 рифлень. Номінал: 10 карбованців. Матеріал: срібло 900-ої проби. Вага: 33,30 мм. Діаметр: 39 мм. Товщина: 3,3 мм. Тираж: 207 078 (unc) + 107 928 (proof). Художник: В. А. Єрмаков. Скульптори: С. М. Іванов, Л. С. Комшилов. Виробники: Ленінградський і Московський монетні двори.                                                             |                                                           |
| 1979 | | Ігри XXII Олімпіади в Москві (Бокс)                       |
| 1979 | Аверс: герб СРСР; назва держави «СССР»; номінал: «10 РУБЛЕЙ». Реверс: поєдинок боксерів, за ними спортивна споруда, де проводилися змагання з боксу; емблема XXII Олімпійських ігор; напис: «ИГРЫ XXII ОЛИМПИАДЫ • МОСКВА • 1980»; монограма Ленінградського монетного двору; рік випуску: «1979». Гурт: 300 рифлень. Номінал: 10 карбованців. Матеріал: срібло 900-ої проби. Вага: 33,30 мм. Діаметр: 39 мм. Товщина: 3,3 мм. Тираж: 207 078 (unc) + 107 928 (proof). Художник: В. А. Єрмаков. Скульптор: С. М. Іванов, Н. А. Носов. Виробник: Ленінградський монетний двір.                                                                                                   |                                                           |
| 1979 | | Ігри XXII Олімпіади в Москві (Гирьовий спорт)             |
| 1979 | Аверс: герб СРСР; назва держави «СССР»; номінал: «10 РУБЛЕЙ». Реверс: атлет, що підіймає гирю на тлі російського національного візерунчастого орнаменту; емблема XXII Олімпійських ігор; напис: «ИГРЫ XXII ОЛИМПИАДЫ • МОСКВА • 1980»; монограма Ленінградського монетного двору; рік випуску: «1979». Гурт: 300 рифлень. Номінал: 10 карбованців. Матеріал: срібло 900-ої проби. Вага: 33,30 мм. Діаметр: 39 мм. Товщина: 3,3 мм. Тираж: 207 078 (unc) + 107 928 (proof). Художник: В. А. Єрмаков. Скульптори: С. М. Іванов, Л. С. Комшилов. Виробник: Ленінградський монетний двір.                                                                                           |                                                           |
| 1980 | | Ігри XXII Олімпіади в Москві (Танець орла і хуреш)        |
| 1980 | Аверс: герб СРСР; назва держави «СССР»; номінал: «10 РУБЛЕЙ». Реверс: дві пари людей, одні виконують танець орла, інші — змагаються у тувинській національній боротьбі — хуреш; тувинський національний візерунок; емблема XXII Олімпійських ігор; напис: «ИГРЫ XXII ОЛИМПИАДЫ • МОСКВА • 1980»; монограма Ленінградського або Московського монетних дворів; рік випуску: «1980». Гурт: 300 рифлень. Номінал: 10 карбованців. Матеріал: срібло 900-ої проби. Вага: 33,30 мм. Діаметр: 39 мм. Товщина: 3,3 мм. Тираж: 126 220 (unc) + 95 420 (proof). Художник: В. А. Єрмаков. Скульптори: С. М. Іванов, Л. С. Комшилов. Виробники: Ленінградський і Московський монетні двори.  |                                                           |
| 1980 | | Ігри XXII Олімпіади в Москві (Перетягування канату)       |
| 1980 | Аверс: герб СРСР; назва держави «СССР»; номінал: «10 РУБЛЕЙ». Реверс: дві команди по чотири людини проводять російські національні змагання — перетягування канату; російський національний візерунок; емблема XXII Олімпійських ігор; напис: «ИГРЫ XXII ОЛИМПИАДЫ • МОСКВА • 1980»; монограма Ленінградського монетного двору; рік випуску: «1980». Гурт: 300 рифлень. Номінал: 10 карбованців. Матеріал: срібло 900-ої проби. Вага: 33,30 мм. Діаметр: 39 мм. Товщина: 3,3 мм. Тираж: 126 220 (unc) + 95 420 (proof). Художник: В. А. Єрмаков. Скульптор: С. М. Іванов. Виробник: Ленінградський монетний двір.                                                               |                                                           |
| 1980 | | Ігри XXII Олімпіади в Москві (Гонки на оленячих упряжках) |
| 1980 | Аверс: герб СРСР; назва держави «СССР»; номінал: «10 РУБЛЕЙ». Реверс: дві оленячі упряжки змагаються в гонці; ненецький національний візерунок; емблема XXII Олімпійських ігор; напис: «ИГРЫ XXII ОЛИМПИАДЫ • МОСКВА • 1980»; монограма Ленінградського монетного двору; рік випуску: «1980». Гурт: 300 рифлень. Номінал: 10 карбованців. Матеріал: срібло 900-ої проби. Вага: 33,30 мм. Діаметр: 39 мм. Товщина: 3,3 мм. Тираж: 126 220 (unc) + 95 420 (proof). Художник: В. А. Єрмаков. Скульптор: С. М. Іванов. Виробник: Ленінградський монетний двір. |                                                           |

## Золоті монети

### 10 карбованців
| 1991 | | Російський балет |
| 1991 | Аверс: будівля Великого театру; напис: «БОЛЬШОЙ ТЕАТР»; герб СРСР; назва держави «СССР»; номінал: «10 РУБЛЕЙ»; рік випуску: «1991»; позначення вмісту чистого дорогоцінного металу: «Au 585», «1,55»; монограма Ленінградського монетного двору. Реверс: зображення танцюючої балерини і квітка; написи: «РУССКИЙ», «БАЛЕТ». Гурт: 111 рифлень. Номінал: 10 карбованців. Матеріал: золото 585-ої проби. Вага: 2,65 мм. Діаметр: 17 мм. Товщина: 1,3 мм. Тираж: 6 000 (unc). Художник: О. В. Бакланов. Скульптор: О. В. Бакланов. Виробник: Ленінградський монетний двір. |                  |

### 25 карбованців
| 1991 | | Російський балет |
| 1991 | Аверс: будівля Великого театру; напис: «БОЛЬШОЙ ТЕАТР»; герб СРСР; назва держави «СССР»; номінал: «25 РУБЛЕЙ»; рік випуску: «1991»; позначення вмісту чистого дорогоцінного металу: «Au 585», «3,11»; монограма Ленінградського монетного двору. Реверс: зображення танцюючої балерини і квітка; написи: «РУССКИЙ», «БАЛЕТ». Гурт: 134 рифлень. Номінал: 25 карбованців. Матеріал: золото 585-ої проби. Вага: 5,32 мм. Діаметр: 21 мм. Товщина: 1,6 мм. Тираж: 5 000 (unc). Художник: О. В. Бакланов. Скульптор: І. С. Комшилов. Виробник: Ленінградський монетний двір.   |                  |
| 1991 | | Російський балет |
| 1991 | Аверс: будівля Великого театру; напис: «БОЛЬШОЙ ТЕАТР»; герб СРСР; назва держави «СССР»; номінал: «25 РУБЛЕЙ»; рік випуску: «1991»; позначення вмісту чистого дорогоцінного металу: «Au 999», «3,11»; монограма Ленінградського монетного двору. Реверс: зображення танцюючої балерини і квітка; написи: «РУССКИЙ», «БАЛЕТ». Гурт: 111 рифлень. Номінал: 25 карбованців. Матеріал: золото 999-ої проби. Вага: 3,11 мм. Діаметр: 16 мм. Товщина: 1,1 мм. Тираж: 1 500 (proof). Художник: О. В. Бакланов. Скульптор: І. С. Комшилов. Виробник: Ленінградський монетний двір. |                  |

### 50 карбованців
| 1988 | | 1000-річчя давньоруської архітектури (Софійський собор)  |
| 1988 | Аверс: герб СРСР; назва держави «СССР»; номінал: «50 РУБЛЕЙ»; рік випуску: «1988»; позначення вмісту чистого дорогоцінного металу: «Au 900», «7,78»; монограма Московського монетного двору. Реверс: зображення Софійського собору у Великому Новгороді і дата його заснування «1045 г.»; написи: «1000-ЛЕТИЕ ДРЕВНЕРУССКОГО ЗОДЧЕСТВА», «СОФИЙСКИЙ СОБОР • НОВГОРОД». Гурт: 200 рифлень. Номінал: 50 карбованців. Матеріал: золото 900-ої проби. Вага: 8,75 мм. Діаметр: 22,6 мм. Товщина: 1,7 мм. Тираж: 25 000 (proof). Художник: А. А. Колодкін. Скульптор: А. А. Новічков. Виробник: Московський монетний двір. |                                                          |
| 1989 | | 500-річчя Російської держави (Успенський собор)          |
| 1989 | Аверс: герб СРСР; назва держави «СССР»; номінал: «50 РУБЛЕЙ»; рік випуску: «1989»; позначення вмісту чистого дорогоцінного металу: «Au 900», «7,78»; монограма Московського монетного двору. Реверс: вид зверху на Успенський собор у Москві і дата його заснування «1478 г.»; написи: «500 • ЛЕТИЕ ЕДИНОГО РУССКОГО ГОСУДАРСТВА», «УСПЕНСКИЙ СОБОР • МОСКВА». Гурт: 200 рифлень. Номінал: 50 карбованців. Матеріал: золото 900-ої проби. Вага: 8,75 мм. Діаметр: 22,6 мм. Товщина: 1,7 мм. Тираж: 25 000 (proof). Художник: А. А. Колодкін. Скульптор: А. А. Новічков. Виробник: Московський монетний двір.         |                                                          |
| 1990 | | 500-річчя Російської держави (Церква Архангела Гавриїла) |
| 1990 | Аверс: герб СРСР; назва держави «СССР»; номінал: «50 РУБЛЕЙ»; рік випуску: «1990»; позначення вмісту чистого дорогоцінного металу: «Au 900», «7,78»; монограма Московського монетного двору. Реверс: храм Архангела Гавриїла в Москві і дата його заснування «1707 г.»; написи: «500 • ЛЕТИЕ ЕДИНОГО РУССКОГО ГОСУДАРСТВА», «ЦЕРКОВЬ АРХАНГЕЛА ГАВРИИЛА». Гурт: 200 рифлень. Номінал: 50 карбованців. Матеріал: золото 900-ої проби. Вага: 8,75 мм. Діаметр: 22,6 мм. Товщина: 1,7 мм. Тираж: 25 000 (proof). Художник: А. А. Колодкін. Скульптор: В. М. Нікіщенко. Виробник: Московський монетний двір.             |                                                          |
| 1991 | | 500-річчя Російської держави (Ісаакіївський собор)       |
| 1991 | Аверс: герб СРСР; назва держави «СССР»; номінал: «50 РУБЛЕЙ»; рік випуску: «1991»; позначення вмісту чистого дорогоцінного металу: «Au 900», «7,78»; монограма Московського монетного двору. Реверс: Ісаакіївський собор у Санкт-Петербурзі і дата його відкриття «1858 г.»; написи: «500 • ЛЕТИЕ ЕДИНОГО РУССКОГО ГОСУДАРСТВА», «ИСААКИЕВСКИЙ СОБОР». Гурт: 200 рифлень. Номінал: 50 карбованців. Матеріал: золото 900-ої проби. Вага: 8,75 мм. Діаметр: 22,6 мм. Товщина: 1,7 мм. Тираж: 25 000 (proof). Художник: А. А. Колодкін. Скульптор: В. М. Нікіщенко. Виробник: Московський монетний двір.                |                                                          |
| 1991 | | Російський балет                                         |
| 1991 | Аверс: будівля Великого театру; напис: «БОЛЬШОЙ ТЕАТР»; герб СРСР; назва держави «СССР»; номінал: «100 РУБЛЕЙ»; рік випуску: «1991»; позначення вмісту чистого дорогоцінного металу: «Au 585», «7,78»; монограма Ленінградського монетного двору.. Реверс: зображення танцюючої балерини і квітка; написи: «РУССКИЙ», «БАЛЕТ». Гурт: 200 рифлень. Номінал: 50 карбованців. Матеріал: золото 585-ої проби. Вага: 13,3 мм. Діаметр: 28,6 мм. Товщина: 2,0 мм. Тираж: 2 400 (unc). Художник: О. В. Бакланов. Скульптор: М. О. Носов. Виробник: Ленінградський монетний двір.                                            |                                                          |
| 1991 | | Російський балет                                         |
| 1991 | Аверс: будівля Великого театру; напис: «БОЛЬШОЙ ТЕАТР»; герб СРСР; назва держави «СССР»; номінал: «100 РУБЛЕЙ»; рік випуску: «1991»; позначення вмісту чистого дорогоцінного металу: «Au 999», «7,78»; монограма Ленінградського монетного двору. Реверс: зображення танцюючої балерини і квітка; написи: «РУССКИЙ», «БАЛЕТ». Гурт: 200 рифлень. Номінал: 50 карбованців. Матеріал: золото 999-ої проби. Вага: 7,89 мм. Діаметр: 22,6 мм. Товщина: 1,3 мм. Тираж: 1 500 (proof). Художник: О. В. Бакланов. Скульптор: М. О. Носов. Виробник: Ленінградський монетний двір.                                           |                                                          |

### 100 карбованців
| 1977 | | Ігри XXII Олімпіади в Москві (Алегорія «Спорт і світ»)        |
| 1977 | Аверс: герб СРСР; назва держави «СССР»; номінал: «100 РУБЛЕЙ». Реверс: емблема XXII Олімпійських ігор на тлі алегорії спорту та світу у вигляді земної кулі і лаврової гілки; напис: «ИГРЫ XXII ОЛИМПИАДЫ • МОСКВА • 1980»; монограма Ленінградського або Московського монетних дворів; рік випуску: «1977». Гурт: 240 рифлень. Номінал: 100 карбованців. Матеріал: золото 900-ої проби. Вага: 17,45 мм. Діаметр: 30 мм. Товщина: 1,8 мм. Тираж: 81 752 (unc) + 38 036 (proof). Художник: В. А. Єрмаков. Скульптор: С. М. Іванов. Виробники: Ленінградський і Московський монетні двори.                                                                                        |                                                               |
| 1978 | | Ігри XXII Олімпіади в Москві (Стадіон в Лужниках)             |
| 1978 | Аверс: герб СРСР; назва держави «СССР»; номінал: «100 РУБЛЕЙ». Реверс: cтадіон ім. В. І. Леніна в Лужниках; емблема XXII Олімпійських ігор; написи: «ИГРЫ XXII ОЛИМПИАДЫ», «МОСКВА • 1980»; монограма Ленінградського або Московського монетних дворів; рік випуску: «1978». Гурт: 240 рифлень. Номінал: 100 карбованців. Матеріал: золото 900-ої проби. Вага: 17,45 мм. Діаметр: 30 мм. Товщина: 1,8 мм. Тираж: 107 340 (unc) + 45 317 (proof). Художник: В. А. Єрмаков. Скульптори: С. М. Іванов, М. О. Носов. Виробники: Ленінградський і Московський монетні двори. |                                                               |
| 1978 | | Ігри XXII Олімпіади в Москві (Гребний канал в Крилатському)   |
| 1978 | Аверс: герб СРСР; назва держави «СССР»; номінал: «100 РУБЛЕЙ». Реверс: панорама гребного каналу в Крилатському; емблема XXII Олімпійських ігор; написи: «ИГРЫ XXII ОЛИМПИАДЫ», «МОСКВА • 1980»; монограма Ленінградського або Московського монетних дворів; рік випуску: «1978». Гурт: 240 рифлень. Номінал: 100 карбованців. Матеріал: золото 900-ої проби. Вага: 17,45 мм. Діаметр: 30 мм. Товщина: 1,8 мм. Тираж: 100 406 (unc) + 43 253 (proof). Художник: В. А. Єрмаков. Скульптори: С. М. Іванов, М. О. Носов. Виробники: Ленінградський і Московський монетні двори. |                                                               |
| 1979 | | Ігри XXII Олімпіади в Москві (Велотрек)                       |
| 1979 | Аверс: герб СРСР; назва держави «СССР»; номінал: «100 РУБЛЕЙ». Реверс: будівля велотреку в Крилатському; емблема XXII Олімпійських ігор; написи: «ИГРЫ XXII ОЛИМПИАДЫ», «МОСКВА • 1980»; монограма Ленінградського або Московського монетних дворів; рік випуску: «1979». Гурт: 240 рифлень. Номінал: 100 карбованів. Матеріал: золото 900-ої проби. Вага: 17,45 мм. Діаметр: 30 мм. Товщина: 1,8 мм. Тираж: 97 126 (unc) + 42 213 (proof). Художник: В. А. Єрмаков. Скульптори: Л. С. Комшилов, І. С. Комшилов. Виробники: Ленінградський і Московський монетні двори. |                                                               |
| 1979 | | Ігри XXII Олімпіади в Москві (Спортивний зал «Дружба»)        |
| 1979 | Аверс: герб СРСР; назва держави «СССР»; номінал: «100 РУБЛЕЙ». Реверс: спортивний зал «Дружба»; емблема XXII Олімпійських ігор; написи: «ИГРЫ XXII ОЛИМПИАДЫ», «МОСКВА • 1980»; монограма Ленінградського або Московського монетних дворів; рік випуску: «1979». Гурт: 240 рифлень. Номінал: 100 карбованців. Матеріал: золото 900-ої проби. Вага: 17,45 мм. Діаметр: 30 мм. Товщина: 1,8 мм. Тираж: 91 506 (unc) + 38 003 (proof). Художник: В. А. Єрмаков. Скульптори: С. М. Іванов, І. С. Комшилов. Виробник: Московський монетний двір. |                                                               |
| 1980 | | Ігри XXII Олімпіади в Москві (Олімпійський вогонь)            |
| 1980 | Аверс: герб СРСР; назва держави «СССР»; номінал: «100 РУБЛЕЙ». Реверс: чаша з олімпійським вогнем на тлі стадіону ім. В. І. Леніна і панорами Москви; емблема XXII Олімпійських ігор; написи: «ИГРЫ XXII ОЛИМПИАДЫ», «МОСКВА • 1980»; монограма Ленінградського або Московського монетних дворів; рік випуску: «1980». Гурт: 240 рифлень. Номінал: 100 карбованців. Матеріал: золото 900-ої проби. Вага: 17,45 мм. Діаметр: 30 мм. Товщина: 1,8 мм. Тираж: 52 440 (unc) + 27 820 (proof). Художник: В. А. Єрмаков. Скульптори: С. М. Іванов, І. С. Комшилов. Виробник: Московський монетний двір.                                                                               |                                                               |
| 1988 | | 1000-річчя давньоруської монетної справи (Златник Володимира) |
| 1988 | Аверс: герб СРСР; назва держави «СССР»; номінал: «100 РУБЛЕЙ»; рік випуску: «1988»; позначення вмісту чистого дорогоцінного металу: «Au 900», «15,55»; монограма Московського монетного двору. Реверс: зображення давньоруського златника Володимира Святославовича; рік хрещення Русі «988 г.»; написи: «1000-ЛЕТИЕ ДРЕВНЕРУССКОЙ МОНЕТНОЙ ЧЕКАНКИ» і «ЗЛАТНИК» «ВЛАДИМИРА». Гурт: 240 рифлень. Номінал: 100 карбованців. Матеріал: золото 900-ої проби. Вага: 17,45 мм. Діаметр: 30 мм. Товщина: 1,8 мм. Тираж: 14 000 (proof). Художник: А. В. Бакланов. Скульптор: А. А. Колодкін. Виробник: Московський монетний двір.                                                     |                                                               |
| 1989 | | 500-річчя Російської держави (Державна печатка Івана III)     |
| 1989 | Аверс: герб СРСР; назва держави «СССР»; номінал: «100 РУБЛЕЙ»; рік випуску: «1989»; позначення вмісту чистого дорогоцінного металу: «Au 900», «15,55»; монограма Московського монетного двору. Реверс: державна печатка Івана III (Георгій Змієборець, що вражає змія); рік складання та прийняття зводу законів Російської держави «1497»; напис: «500-ЛЕТИЕ ЕДИНОГО РУССКОГО ГОСУДАРСТВА» і «ГОСУДАРСТВЕННАЯ ПЕЧАТЬ ИВАНА III». Гурт: 240 рифлень. Номінал: 100 карбованців. Матеріал: золото 900-ої проби. Вага: 17,45 мм. Діаметр: 30 мм. Товщина: 1,8 мм. Тираж: 14 000 (proof). Художник: А. А. Колодкін. Скульптор: І. С. Комшилов. Виробник: Московський монетний двір. |                                                               |
| 1990 | | 500-річчя Російської держави (пам'ятник Петру I)              |
| 1990 | Аверс: герб СРСР; назва держави «СССР»; номінал: «100 РУБЛЕЙ»; рік випуску: «1990»; позначення вмісту чистого дорогоцінного металу: «Au 900», «15,55»; монограма Московського монетного двору. Реверс: пам'ятник Петру I; написи: «500-ЛЕТИЕ ЕДИНОГО РУССКОГО ГОСУДАРСТВА» і «ПАМЯТНИК ПЕТРУ I». Гурт: 240 рифлень. Номінал: 100 карбованців. Матеріал: золото 900-ої проби. Вага: 17,45 мм. Діаметр: 30 мм. Товщина: 1,8 мм. Тираж: 14 000 (proof). Художник: А. А. Колодкін. Скульптор: А. А. Новічков. Виробник: Московський монетний двір. |                                                               |
| 1991 | | 500-річчя Російської держави (Л. М. Толстой)                  |
| 1991 | Аверс: герб СРСР; назва держави «СССР»; номінал: «100 РУБЛЕЙ»; рік випуску: «1991»; позначення вмісту чистого дорогоцінного металу: «Au 900», «15,55»; монограма Московського монетного двору. Реверс: портрет російського письменника Л. М. Толстого з його підписом і роки його життя «1828» та «1910»; напис: «500-ЛЕТИЕ ЕДИНОГО РУССКОГО ГОСУДАРСТВА». Гурт: 240 рифлень. Номінал: 100 карбованців. Матеріал: золото 900-ої проби. Вага: 17,45 мм. Діаметр: 30 мм. Товщина: 1,8 мм. Тираж: 14 000 (proof). Художник: А. А. Колодкін. Скульптор: А. А. Новічков. Виробник: Московський монетний двір.                                                                        |                                                               |
| 1991 | | Російський балет                                              |
| 1991 | Аверс: будівля Великого театру; напис: «БОЛЬШОЙ ТЕАТР»; герб СРСР; назва держави «СССР»; номінал: «100 РУБЛЕЙ»; рік випуску: «1991»; позначення вмісту чистого дорогоцінного металу: «Au 585», «15,55»; монограма Ленінградського монетного двору. Реверс: зображення танцюючої балерини і квітка; написи: «РУССКИЙ», «БАЛЕТ». Гурт: 278 рифлень. Номінал: 100 карбованців. Матеріал: золото 585-ої проби. Вага: 26,58 мм. Діаметр: 35 мм. Товщина: 2,5 мм. Тираж: 1 200 (proof). Художник: О. В. Бакланов. Скульптор: М. О. Носов. Виробник: Ленінградський монетний двір. |                                                               |
| 1991 | | Російський балет                                              |
| 1991 | Аверс: будівля Великого театру; напис: «БОЛЬШОЙ ТЕАТР»; герб СРСР; назва держави «СССР»; номінал: «100 РУБЛЕЙ»; рік випуску: «1991»; позначення вмісту чистого дорогоцінного металу: «Au 999», «15,55»; монограма Ленінградського монетного двору. Реверс: зображення танцюючої балерини і квітка; написи: «РУССКИЙ», «БАЛЕТ». Гурт: 240 рифлень. Номінал: 100 карбованців. Матеріал: золото 999-ої проби. Вага: 15,72 мм. Діаметр: 30 мм. Товщина: 1,5 мм. Тираж: 1 500 (proof). Художник: О. В. Бакланов. Скульптор: О. В. Бакланов. Виробник: Ленінградський монетний двір.                                                                                                  |                                                               |

## Платинові монети

### 150 карбованців
| 1977 | | Ігри XXII Олімпіади в Москві (Емблема Олімпійських ігор)     |
| 1977 | Аверс: герб СРСР; назва держави «СССР»; номінал: «150 РУБЛЕЙ». Реверс: емблема XXII Олімпійських ігор, обрамлена лавровим вінком; рік випуску: «1977»; напис: «ИГРЫ XXII ОЛИМПИАДЫ • МОСКВА • 1980»; монограма Ленінградського монетного двору «ЛМД». Гурт: 240 рифлень. Номінал: 150 карбованців. Матеріал: платина 999-ої проби. Вага: 15,55 мм. Діаметр: 28 мм. Товщина: 1,5 мм. Тираж: 34 070 (UNC) + 24 160 (proof). Художник: В. А. Єрмаков. Скульптори: С. М. Іванов, П. К. Потапов. Виробник: Ленінградський монетний двір. |                                                              |
| 1978 | | Ігри XXII Олімпіади в Москві (Дискобол)                      |
| 1978 | Аверс: герб СРСР; назва держави «СССР»; номінал: «150 РУБЛЕЙ». Реверс: знаменита давньогрецька скульптура «Дискобол»; емблема XXII Олімпійських ігор; рік випуску: «1978»; напис: «ИГРЫ XXII ОЛИМПИАДЫ • МОСКВА • 1980»; монограма Ленінградського монетного двору «ЛМД». Гурт: 240 рифлень. Номінал: 150 карбованців. Матеріал: платина 999-ої проби. Вага: 15,55 мм. Діаметр: 28 мм. Товщина: 1,5 мм. Тираж: 33 256 (UNC) + 19 853 (proof). Художник: В. А. Єрмаков. Скульптори: С. М. Іванов. Виробник: Ленінградський монетний двір. |                                                              |
| 1979 | | Ігри XXII Олімпіади в Москві (Давньогрецькі борці)           |
| 1979 | Аверс: герб СРСР; назва держави «СССР»; номінал: «150 РУБЛЕЙ». Реверс: зображення борців на тлі руїн давньогрецького храму (зображення взято з античної вази); емблема XXII Олімпійських ігор; рік випуску: «1979»; напис: «ИГРЫ XXII ОЛИМПИАДЫ • МОСКВА • 1980»; монограма Ленінградського монетного двору «ЛМД». Гурт: 240 рифлень. Номінал: 150 карбованців. Матеріал: платина 999-ої проби. Вага: 15,55 мм. Діаметр: 28 мм. Товщина: 1,5 мм. Тираж: 32 556 (UNC) + 18 978 (proof). Художник: В. А. Єрмаков. Скульптор: С. М. Іванов, Н. А. Носов. Виробник: Ленінградський монетний двір. |                                                              |
| 1980 | | Ігри XXII Олімпіади в Москві (Перегони колісниць)            |
| 1980 | Аверс: герб СРСР; назва держави «СССР»; номінал: «150 РУБЛЕЙ». Реверс: зображення двох візників, що змагаються на колісницях, запряжених чотирма кіньми; емблема XXII Олімпійських ігор; рік випуску: «1980»; напис: «ИГРЫ XXII ОЛИМПИАДЫ • МОСКВА • 1980»; монограма Ленінградського монетного двору «ЛМД». Гурт: 240 рифлень. Номінал: 150 карбованців. Матеріал: платина 999-ої проби. Вага: 15,55 мм. Діаметр: 28 мм. Товщина: 1,5 мм. Тираж: 26 806 (UNC) + 17 708 (proof). Художник: В. А. Єрмаков. Скульптори: С. М. Іванов, Р. Н. Мінігалієв, П. К. Потапов. Виробник: Ленінградський монетний двір. |                                                              |
| 1980 | | Ігри XXII Олімпіади в Москві (Давньогрецькі бігуни)          |
| 1980 | Аверс: герб СРСР; назва держави «СССР»; номінал: «150 РУБЛЕЙ». Реверс: зображення двох давньогрецьких бігунів (взято з античної вази); грецький національний орнамент; рік випуску: «1980»; напис: «ИГРЫ XXII ОЛИМПИАДЫ • МОСКВА • 1980»; монограма Ленінградського монетного двору «ЛМД». Гурт: 240 рифлень. Номінал: 150 карбованців. Матеріал: платина 999-ої проби. Вага: 15,55 мм. Діаметр: 28 мм. Товщина: 1,5 мм. Тираж: 20 690 (UNC) + 12 870 (proof). Художник: В. А. Єрмаков. Скульптор: С. М. Іванов, Л. С. Комшилов. Виробник: Ленінградський монетний двір. |                                                              |
| 1988 | | 1000-річчя давньоруської літератури (Слово о полку Ігоревім) |
| 1988 | Аверс: герб СРСР; назва держави «СССР»; номінал: «150 РУБЛЕЙ»; рік випуску: «1988»; позначення вмісту дорогоцінного металу: «Pt 999», «15,55»; монограма Ленінградського монетного двору. Реверс: літописець за роботою в майстерні, на столі перед ним чорнильниця. Над майстернею князь на коні з військом — сюжет давньоруської книги, за спиною літописця два голуби, над головою символічне зображення сонячного затемнення, описаного у давньоруському творі «Слово о полку Ігоревім»; написи: «1000-ЛЕТИЕ ДРЕВНЕРУССКОЙ ЛИТЕРАТУРЫ», «СЛОВО О ПОЛКУ ИГОРЕВЕ 1185 г.». Гурт: 240 рифлень. Номінал: 150 карбованців. Матеріал: платина 999-ої проби. Вага: 15,55 мм. Діаметр: 28 мм. Товщина: 1,5 мм. Тираж: 12 000 (proof). Художник: А. В. Бакланов. Скульптор: А. В. Бакланов. Виробник: Ленінградський монетний двір. |                                                              |
| 1989 | | 500-річчя Російської держави (Стояння на Угрі)               |
| 1989 | Аверс: герб СРСР; назва держави «СССР»; номінал: «150 РУБЛЕЙ»; рік випуску: «1989»; позначення вмісту дорогоцінного металу: «Pt 999», «15,55»; монограма Ленінградського монетного двору. Реверс: зображення гравюри з літопису, що описує Стояння на Угрі (на передньому плані московський князь з військом, на іншому березі річки татарський хан, над ними сонце); написи: «500-ЛЕТИЕ ЕДИНОГО РУССКОГО ГОСУДАРСТВА», «СТОЯНИЕ НА УГРЕ • 1480г.». Гурт: 240 рифлень. Номінал: 150 карбованців. Матеріал: платина 999-ої проби. Вага: 15,55 мм. Діаметр: 28 мм. Товщина: 1,5 мм. Тираж: 16 000 (proof). Художник: А. В. Бакланов. Скульптор: А. В. Бакланов. Виробник: Ленінградський монетний двір. |                                                              |
| 1990 | | 500-річчя Російської держави (Полтавська битва)              |
| 1990 | Аверс: герб СРСР; назва держави «СССР»; номінал: «150 РУБЛЕЙ»; рік випуску: «1990»; позначення вмісту дорогоцінного металу: «Pt 999», «15,55»; монограма Ленінградського монетного двору. Реверс: зображення сцени з Полтавської битви (на передньому плані Петро Перший на коні завдає удару шведському воїну), позаду якої димне місто; написи: «500-ЛЕТИЕ ЕДИНОГО РУССКОГО ГОСУДАРСТВА», «ПОЛТАВСКАЯ БИТВА • 1709 г.». Гурт: 240 рифлень. Номінал: 150 карбованців. Матеріал: платина 999-ої проби. Вага: 15,55 мм. Діаметр: 28 мм. Товщина: 1,5 мм. Тираж: 16 000 (proof). Художник: А. В. Бакланов. Скульптор: Скульптор: Н. А. Носов. Виробник: Ленінградський монетний двір. |                                                              |
| 1990 | | 250-річчя Російської Америки (Бот «Святий Гавриїл»)          |
| 1990 | Аверс: герб СРСР; назва держави «СССР»; номінал: «150 РУБЛЕЙ»; рік випуску: «1990»; позначення вмісту дорогоцінного металу: «Pt 999», «15,55»; монограма Ленінградського монетного двору. Реверс: зображення вітрильного бота «Святий Гавриїл» у водах Берингового моря, на задньому плані берега Аляски; написи: «250 ЛЕТ ОТКРЫТИЯ РУССКОЙ АМЕРИКИ», «БОТ СВ.ГАВРИИЛ М. ГВОЗДЕВ • 1732» (напис розділений астролябією). Гурт: 240 рифлень. Номінал: 150 карбованців. Матеріал: платина 999-ої проби. Вага: 15,55 мм. Діаметр: 28 мм. Товщина: 1,5 мм. Тираж: 6 500 (proof). Художник: А. В. Бакланов. Скульптор: А. В. Бакланов. Виробник: Ленінградський монетний двір. |                                                              |
| 1991 | | 500-річчя Російської держави (Війна 1812 року)               |
| 1991 | Аверс: герб СРСР; назва держави «СССР»; номінал: «150 РУБЛЕЙ»; рік випуску: «1991»; позначення вмісту дорогоцінного металу: «Pt 999», «15,55»; монограма Ленінградського монетного двору. Реверс: зображення верхньої частини Олександрівської колони в Санкт-Петербурзі зі статуєю ангела, ліворуч від неї портрет Наполеона I, праворуч — портрет Олександра I (під кожним відповідний підпис: «НАПОЛЕОН I» і «АЛЕКСАНДР I»); напис: «500-ЛЕТИЕ ЕДИНОГО РУССКОГО ГОСУДАРСТВА», «ОТЕЧЕСТВЕННАЯ ВОЙНА 1812 г.». Гурт: 240 рифлень. Номінал: 150 карбованців. Матеріал: платина 999-ої проби. Вага: 15,55 мм. Діаметр: 28 мм. Товщина: 1,5 мм. Тираж: 16 000 (proof). Художник: А. В. Бакланов. Скульптор: А. В. Бакланов. Виробник: Ленінградський монетний двір.                                                              |                                                              |
| 1991 | | 250-річчя відкриття Російської Америки (Іоанн Веніамінов)    |
| 1991 | Аверс: герб СРСР; назва держави «СССР»; номінал: «150 РУБЛЕЙ»; рік випуску: «1991»; позначення вмісту дорогоцінного металу: «Pt 999», «15,55»; монограма Ленінградського монетного двору. Реверс: портрет Іоанна Веніамінова (російський церковного діяча та місіонера) з хрестом у руці, на задньому плані вітрильні кораблі біля берегів Аляски; зображення астролябії; написи: «250 ЛЕТ ОТКРЫТИЯ РУССКОЙ АМЕРИКИ», «ИОАНН ВЕНИАМИНОВ • МИССИОНЕР И ПРОСВЕТИТЕЛЬ». Гурт: 240 рифлень. Номінал: 150 карбованців. Матеріал: платина 999-ої проби. Вага: 15,55 мм. Діаметр: 28 мм. Товщина: 1,5 мм. Тираж: 6 500 (proof). Художник: А. В. Бакланов. Скульптор: А. В. Бакланов. Виробник: Ленінградський монетний двір. |                                                              |

## Паладієві монети

### 5 карбованців
| 1991 | | Російський балет |
| 1991 | Аверс: будівля Великого театру; напис: «БОЛЬШОЙ ТЕАТР»; герб СРСР; назва держави «СССР»; номінал: «5 РУБЛЕЙ»; рік випуску: «1991»; позначення вмісту чистого дорогоцінного металу: «Pd 999», «7,78»; монограма Ленінградського монетного двору. Реверс: зображення танцюючої балерини і квітка; написи: «РУССКИЙ», «БАЛЕТ». Гурт: 214 рифлень. Номінал: 5 карбованців. Матеріал: паладій 999-ої проби. Вага: 7,87 мм. Діаметр: 25 мм. Товщина: 1,55 мм. Тираж: 9 000 (unc). Художник: О. В. Бакланов. Скульптор: О. В. Бакланов. Виробник: Ленінградський монетний двір. |                  |

### 10 карбованців
| 1990 | | Російський балет |
| 1990 | Аверс: будівля Великого театру; напис: «БОЛЬШОЙ ТЕАТР»; герб СРСР; назва держави «СССР»; номінал: «10 РУБЛЕЙ»; рік випуску: «1990»; позначення вмісту чистого дорогоцінного металу: «Pd 999», «15,55»; монограма Ленінградського монетного двору. Реверс: зображення танцюючої балерини і квітка; написи: «РУССКИЙ», «БАЛЕТ». Гурт: 240 рифлень. Номінал: 10 карбованців. Матеріал: паладій 999-ої проби. Вага: 15,55 мм. Діаметр: 30 мм. Товщина: 2,3 мм. Тираж: 15 000 (unc). Художник: О. В. Бакланов. Скульптор: О. В. Бакланов. Виробник: Ленінградський монетний двір. |                  |
| 1991 | | Російський балет |
| 1991 | Аверс: будівля Великого театру; напис: «БОЛЬШОЙ ТЕАТР»; герб СРСР; назва держави «СССР»; номінал: «10 РУБЛЕЙ»; рік випуску: «1991»; позначення вмісту чистого дорогоцінного металу: «Pd 999», «15,55»; монограма Ленінградського монетного двору. Реверс: зображення танцюючої балерини і квітка; написи: «РУССКИЙ», «БАЛЕТ». Гурт: 240 рифлень. Номінал: 10 карбованців. Матеріал: паладій 999-ої проби. Вага: 15,55 мм. Діаметр: 30 мм. Товщина: 2,3 мм. Тираж: 12 000 (unc). Художник: О. В. Бакланов. Скульптор: О. В. Бакланов. Виробник: Ленінградський монетний двір. |                  |

### 25 карбованців
| 1988 | | 1000-річчя Хрещення Русі (Пам'ятник князю Володимиру)            |
| 1988 | Аверс: герб СРСР; назва держави «СССР»; номінал: «25 РУБЛЕЙ»; рік випуску: «1988»; позначення вмісту дорогоцінного металу: «Pd 999», «31,1»; монограма Ленінградського монетного двору. Реверс: пам'ятник князю Володимиру у Києві на тлі берегів Дніпра; написи: «1000-ЛЕТИЕ КРЕЩЕНИЯ РУСИ», «ПАМЯТНИК КНЯЗЮ ВЛАДИМИРУ СВЯТОСЛАВИЧУ». Гурт: 300 рифлень. Номінал: 25 карбованців. Матеріал: паладій 999-ої проби. Вага: 31,1 мм. Діаметр: 37 мм. Товщина: 2,7 мм. Тираж: 7 000 (proof). Художник: В. А. Єрмолаєв. Скульптор: Н. А. Носов. Виробник: Ленінградський монетний двір.                                                                                     |                                                                  |
| 1989 | | 500-річчя єдиної Російської держави (Іван ІІІ)                   |
| 1989 | Аверс: герб СРСР; назва держави «СССР»; номінал: «25 РУБЛЕЙ»; рік випуску: «1989»; позначення вмісту дорогоцінного металу: «Pd 999», «31,1»; монограма Ленінградського монетного двору. Реверс: зображення князя Івана III на троні в оточенні державних діячів та служителів церкви, на задньому плані силуети будівель; написи: «500-ЛЕТИЕ ЕДИНОГО РУССКОГО ГОСУДАРСТВА», «ИВАН III ОСНОВАТЕЛЬ ЕДИНОГО ГОСУДАРСТВА». Гурт: 300 рифлень. Номінал: 25 карбованців. Матеріал: паладій 999-ої проби. Вага: 31,1 мм. Діаметр: 37 мм. Товщина: 2,7 мм. Тираж: 12 000 (proof). Художник: А. В. Бакланов. Скульптор: А. В. Бакланов. Виробник: Ленінградський монетний двір. |                                                                  |
| 1989 | | Російський балет                                                 |
| 1989 | Аверс: герб СРСР; назва держави «СССР»; номінал: «25 РУБЛЕЙ»; рік випуску: «1989»; позначення вмісту дорогоцінного металу: «Pd 999», «31,1»; монограма Ленінградського монетного двору. Реверс: зображення танцюючої балерини; гілка з квіткою; написи: «РУССКИЙ», «БАЛЕТ». Гурт: 300 рифлень. Номінал: 25 карбованців. Матеріал: паладій 999-ої проби. Вага: 31,1 мм. Діаметр: 37 мм. Товщина: 2,7 мм. Тираж: 3 500 (UNC) + 3 000 (proof). Художник: А. В. Бакланов. Скульптор: А. В. Бакланов. Виробник: Ленінградський монетний двір. |                                                                  |
| 1990 | | 500-річчя Російської держави (Петро І)                           |
| 1990 | Аверс: герб СРСР; назва держави «СССР»; номінал: «25 РУБЛЕЙ»; рік випуску: «1990»; позначення вмісту дорогоцінного металу: «Pd 999», «31,1»; монограма Ленінградського монетного двору. Реверс: зображення Петра І з сувоєм у руці на тлі Петропавлівської фортеці Санкт-Петербурга та вітрильного корабля; «500-ЛЕТИЕ ЕДИНОГО РУССКОГО ГОСУДАРСТВА», «ПЕТР I — ПРЕОБРАЗОВАТЕЛЬ». Гурт: 300 рифлень. Номінал: 25 карбованців. Матеріал: паладій 999-ої проби. Вага: 31,1 мм. Діаметр: 37 мм. Товщина: 2,7 мм. Тираж: 12 000 (proof). Художник: А. В. Бакланов. Скульптор: А. В. Бакланов. Виробник: Ленінградський монетний двір.                                      |                                                                  |
| 1990 | | 250-річчя відкриття Російської Америки (Пакетбот «Святий Павло») |
| 1990 | Аверс: герб СРСР; назва держави «СССР»; номінал: «25 РУБЛЕЙ»; рік випуску: «1990»; позначення вмісту дорогоцінного металу: «Pd 999», «31,1»; монограма Ленінградського монетного двору. Реверс: зображення вітрильника «Святий Павло» на тлі чайок, морських хвиль і берега Аляски; астролябія; написи: «250 ЛЕТ ОТКРЫТИЯ РУССКОЙ АМЕРИКИ», «ПАКЕТБОТ СВ.ПАВЕЛ КАПИТАН А.ЧИРИКОВ • 1741». Гурт: 300 рифлень. Номінал: 25 карбованців. Матеріал: паладій 999-ої проби. Вага: 31,1 мм. Діаметр: 37 мм. Товщина: 2,7 мм. Тираж: 6 500 (proof). Художник: А. В. Бакланов. Скульптор: Л. С. Камшилов. Виробник: Ленінградський монетний двір.                               |                                                                  |
| 1990 | | 250-річчя відкриття Російської Америки (Пакетбот «Святий Петро») |
| 1990 | Аверс: герб СРСР; назва держави «СССР»; номінал: «25 РУБЛЕЙ»; рік випуску: «1990»; позначення вмісту дорогоцінного металу: «Pd 999», «31,1»; монограма Ленінградського монетного двору. Реверс: зображення вітрильника «Святий Петро» і портрет мореплавця Йонассена Беринга (праворуч) з його підписом; астролябія; написи: «250 ЛЕТ ОТКРЫТИЯ РУССКОЙ АМЕРИКИ», «ПАКЕТБОТ СВ.ПЕТР • 1741 КАПИТАН КОМАНДОР В. БЕРИНГ». Гурт: 300 рифлень. Номінал: 25 карбованців. Матеріал: паладій 999-ої проби. Вага: 31,1 мм. Діаметр: 37 мм. Товщина: 2,7 мм. Тираж: 6 500 (proof). Художник: А. В. Бакланов. Скульптор: А. В. Бакланов. Виробник: Ленінградський монетний двір.  |                                                                  |
| 1990 | | Російський балет                                                 |
| 1990 | Аверс: герб СРСР; назва держави «СССР»; номінал: «25 РУБЛЕЙ»; рік випуску: «1990»; позначення вмісту дорогоцінного металу: «Pd 999», «31,1»; монограма Ленінградського монетного двору. Реверс: зображення танцюючої балерини; гілка з квіткою; написи: «РУССКИЙ», «БАЛЕТ». Гурт: 300 рифлень. Номінал: 25 карбованців. Матеріал: паладій 999-ої проби. Вага: 31,1 мм. Діаметр: 37 мм. Товщина: 2,7 мм. Тираж: 21 000 (UNC) + 3 000 (proof). Художник: А. В. Бакланов. Скульптор: А. В. Бакланов. Виробник: Ленінградський монетний двір. |                                                                  |
| 1991 | | 500-річчя Російської держави (Скасування кріпосного права)       |
| 1991 | Аверс: герб СРСР; назва держави «СССР»; номінал: «25 РУБЛЕЙ»; рік випуску: «1991»; позначення вмісту дорогоцінного металу: «Pd 999», «31,1»; монограма Ленінградського монетного двору. Реверс: зображення медалі на честь скасування кріпосного права, під нею підпис імператора Олександра II та перо; написи: «500-ЛЕТИЕ ЕДИНОГО РУССКОГО ГОСУДАРСТВА», «ОТМЕНА КРЕПОСТНОГО ПРАВА • 1861 Г.». Гурт: 300 рифлень. Номінал: 25 карбованців. Матеріал: паладій 999-ої проби. Вага: 31,1 мм. Діаметр: 37 мм. Товщина: 2,7 мм. Тираж: 12 000 (proof). Художник: А. В. Бакланов. Скульптор: Н. А. Носов. Виробник: Ленінградський монетний двір.                          |                                                                  |
| 1991 | | 250-річчя відкриття Російської Америки (Гавань трьох святителів) |
| 1991 | Аверс: герб СРСР; назва держави «СССР»; номінал: «25 РУБЛЕЙ»; рік випуску: «1991»; позначення вмісту дорогоцінного металу: «Pd 999», «31,1»; монограма Ленінградського монетного двору. Реверс: зображення вітрильника на тлі Гавані Трьох святителів; астролябія; напис: «250 ЛЕТ ОТКРЫТИЯ РУССКОЙ АМЕРИКИ», «ГАВАНЬ ТРЁХ СВЯТИТЕЛЕЙ 1784». Гурт: 300 рифлень. Номінал: 25 карбованців. Матеріал: паладій 999-ої проби. Вага: 31,1 мм. Діаметр: 37 мм. Товщина: 2,7 мм. Тираж: 6 500 (proof). Художник: А. В. Бакланов. Скульптор: С. М. Іванов. Виробник: Ленінградський монетний двір.                                                                              |                                                                  |
| 1991 | | 250-річчя відкриття Російської Америки (Новоархангельськ)        |
| 1991 | Аверс: герб СРСР; назва держави «СССР»; номінал: «25 РУБЛЕЙ»; рік випуску: «1991»; позначення вмісту дорогоцінного металу: «Pd 999», «31,1»; монограма Ленінградського монетного двору. Реверс: вітрильний корабель (праворуч), шлюпка (ліворуч), скелі з першими будинками Новоархангельська (на задньому плані), портрет О. А. Баранова (вгорі) і підпис мандрівника, знизу зображення астролябії. Гурт: 300 рифлень. Номінал: 25 карбованців. Матеріал: паладій 999-ої проби. Вага: 31,1 мм. Діаметр: 37 мм. Товщина: 2,7 мм. Тираж: 6 500 (proof). Художник: А. В. Бакланов. Скульптор: Л. С. Комшилов. Виробник: Ленінградський монетний двір.                    |                                                                  |
| 1991 | | Російський балет                                                 |
| 1991 | Аверс: герб СРСР; назва держави «СССР»; номінал: «25 РУБЛЕЙ»; рік випуску: «1991»; позначення вмісту дорогоцінного металу: «Pd 999», «31,1»; монограма Ленінградського монетного двору. Реверс: зображення танцюючої балерини; гілка з квіткою; написи: «РУССКИЙ», «БАЛЕТ». Гурт: 300 рифлень. Номінал: 25 карбованців. Матеріал: паладій 999-ої проби. Вага: 31,1 мм. Діаметр: 37 мм. Товщина: 2,7 мм. Тираж: 27 000 (UNC) + 3 000 (proof). Художник: А. В. Бакланов. Скульптор: А. В. Бакланов. Виробник: Ленінградський монетний двір. |                                                                  |

## Різновиди
| Таблиця різновидів | Таблиця різновидів                                                  | Таблиця різновидів                                                  |
| Рік                | Найменування                                                        | Відмінність (помилка)                                               |
| ------------------ | ------------------------------------------------------------------- | ------------------------------------------------------------------- |
| 1977               | 1 карбованець «60-річчя Великої Жовтневої соціалістичної революції» | У електронів 3 орбіти в символі науки, замість 4-х                  |
| 1978               | 1 карбованець «Ігри XXII Олімпіади в Москві (Кремль)»               | На годиннику «VI» замість «IV»                                      |
| 1984               | 1 карбованець «185-річчя з дня народження поета О. С. Пушкіна»      | Замість правильного 1984 року стоїть 1985 рік                       |
| 1985               | 1 карбованець «115-річчя з дня народження В. І. Леніна»             | Замість правильного 1985 року стоїть 1988 рік                       |
| 1985               | 1 карбованець «165-річчя з дня народження Фрідріха Енгельса»        | Замість правильного 1985 року стоїть 1983 рік                       |
| 1986               | 1 карбованець «Міжнародний рік миру»                                | Буква Л у слові «Рубль» у вигляді своєрідного «куреня» (рос. шалаш) |
| 1986               | 1 карбованець «275-річчя з дня народження М. В. Ломоносова»         | Замість правильного 1986 року стоїть 1984 рік                       |
| 1988               | 1 карбованець «160-річчя з дня народження Л. М. Толстого»           | Замість правильного 1988 року стоїть 1987 рік                       |
| 1991               | 1 карбованець «550-річчя з дня народження Алішера Навої»            | Замість правильного 1991 року стоїть 1990 рік                       |
| 1991               | 1 карбованець «125-річчя з дня народження П. М. Лебедєва»           | Замість правильного 1991 року стоїть 1990 рік                       |
| 1991               | 1 карбованець «100-річчя з дня народження С. С. Прокоф'єва»         | У даті смерті помилка: замість 1953 року — 1952 рік                 |

## Розподіл монет по серіях
1. 10 копійок «50-річчя Радянської влади»
2. 15 копійок «50-річчя Радянської влади»
3. 20 копійок «50-річчя Радянської влади»
4. 50 копійок «50-річчя Радянської влади»
5. 1 карбованець «50 років Радянської влади»

1. 1 карбованець «20-річчя Перемоги над фашистською Німеччиною»
2. 1 карбованець «30-річчя Перемоги у Великій Вітчизняній війні (1941–1945)»
3. 1 карбованець «40-річчя Перемоги у Великій Вітчизняній війні»
4. 3 карбованці «50-річчя розгрому німецько-фашистських військ під Москвою»

1. 1 карбованець «Ігри XXII Олімпіади в Москві (Емблема Олімпіади)»
2. 1 карбованець «Ігри XXII Олімпіади в Москві (Кремль)»
3. 1 карбованець «Ігри XXII Олімпіади в Москві (МДУ)»
4. 1 карбованець «Ігри XXII Олімпіади в Москві (Освоєння космосу)»
5. 1 карбованець «Ігри XXII Олімпіади в Москві (Пам'ятник Юрію Долгорукому)»
6. 1 карбованець «Ігри XXII Олімпіади в Москві (Олімпійський факел)»
7. 5 карбованців «Ігри XXII Олімпіади в Москві (Ленінград)»
8. 5 карбованців «Ігри XXII Олімпіади в Москві (Таллінн)»
9. 5 карбованців «Ігри XXII Олімпіади в Москві (Київ)»
10. 5 карбованців «Ігри XXII Олімпіади в Москві (Мінськ)»
11. 5 карбованців «Ігри XXII Олімпіади в Москві (Плавання)»
12. 5 карбованців «Ігри XXII Олімпіади в Москві (Біг)»
13. 5 карбованців «Ігри XXII Олімпіади в Москві (Конкур)»
14. 5 карбованців «Ігри XXII Олімпіади в Москві (Стрибки у висоту)»
15. 5 карбованців «Ігри XXII Олімпіади в Москві (Метання молота)»
16. 5 карбованців «Ігри XXII Олімпіади в Москві (Важка атлетика)»
17. 5 карбованців «Ігри XXII Олімпіади в Москві (Гімнастика)»
18. 5 карбованців «Ігри XXII Олімпіади в Москві (Стрільба з лука)»
19. 5 карбованців «Ігри XXII Олімпіади в Москві (Городки)»
20. 5 карбованців «Ігри XXII Олімпіади в Москві (Ісінді)»
21. 10 карбованців «Ігри XXII Олімпіади в Москві (Ігри XXII Олімпіади)»
22. 10 карбованців «Ігри XXII Олімпіади в Москві (Карта СРСР)»
23. 10 карбованців «Ігри XXII Олімпіади в Москві (Велоспорт)»
24. 10 карбованців «Ігри XXII Олімпіади в Москві (Гребля)»
25. 10 карбованців «Ігри XXII Олімпіади в Москві (Дожени дівчину)»
26. 10 карбованців «Ігри XXII Олімпіади в Москві (Стрибки з жердиною)»
27. 10 карбованців «Ігри XXII Олімпіади в Москві (Баскетбол)»
28. 10 карбованців «Ігри XXII Олімпіади в Москві (Волейбол)»
29. 10 карбованців «Ігри XXII Олімпіади в Москві (Боротьба дзюдо)»
30. 10 карбованців «Ігри XXII Олімпіади в Москві (Бокс)»
31. 10 карбованців «Ігри XXII Олімпіади в Москві (Підняття гирі)»
32. 10 карбованців «Ігри XXII Олімпіади в Москві (Танець орла і хуреш)»
33. 10 карбованців «Ігри XXII Олімпіади в Москві (Перетягування канату)»
34. 10 карбованців «Ігри XXII Олімпіади в Москві (Гонки на оленячих упряжках)»
35. 100 карбованців «Ігри XXII Олімпіади в Москві (Алегорія «Спорт і світ»)»
36. 100 карбованців «Ігри XXII Олімпіади в Москві (Стадіон ім. В. І. Леніна в Лужниках)»
37. 100 карбованців «Ігри XXII Олімпіади в Москві (Гребний канал в Крилатському)»
38. 100 карбованців «Ігри XXII Олімпіади в Москві (Велотрек)»
39. 100 карбованців «Ігри XXII Олімпіади в Москві (Спортивний зал «Дружба»)»
40. 100 карбованців «Ігри XXII Олімпіади в Москві (Олімпійський вогонь)»
41. 150 карбованців «Ігри XXII Олімпіади в Москві (Емблема Олімпійських ігор)»
42. 150 карбованців «Ігри XXII Олімпіади в Москві (Дискобол)»
43. 150 карбованців «Ігри XXII Олімпіади в Москві (Давньогрецькі борці)»
44. 150 карбованців «Ігри XXII Олімпіади в Москві (Перегони колісниць)»
45. 150 карбованців «Ігри XXII Олімпіади в Москві (Давньогрецькі бігуни)»

1. 1 карбованець «70-річчя Великої Жовтневої соціалістичної революції»
2. 3 карбованці «70-річчя Великої Жовтневої соціалістичної революції»
3. 5 карбованців «70-річчя Великої Жовтневої соціалістичної революції»

1. 1 карбованець «100-річчя з дня народження В. І. Леніна»
2. 1 карбованець «165-річчя з дня народження Карла Маркса»
3. 1 карбованець «400-річчя з дня смерті першодрукаря Івана Федорова»
4. 1 карбованець «150-річчя з дня народження хіміка Д. І. Менделєєва»
5. 1 карбованець «125-річчя з дня народження фізика О. С. Попова»
6. 1 карбованець «185-річчя з дня народження поета О. С. Пушкіна»
7. 1 карбованець «115-річчя з дня народження В. І. Леніна»
8. 1 карбованець «165-річчя з дня народження Фрідріха Енгельса»
9. 1 карбованець «275-річчя з дня народження М. В. Ломоносова»
10. 1 карбованець «130-річчя з дня народження К. Е. Ціолковського»
11. 1 карбованець «120-річчя з дня народження О. М. Горького»
12. 1 карбованець «160-річчя з дня народження Л. М. Толстого»
13. 1 карбованець «175-річчя з дня народження М. Ю. Лермонтова»
14. 1 карбованець «150-річчя з дня народження М. П. Мусоргського»
15. 1 карбованець «100-річчя з дня народження Хамзи Хакімзаде Ніязі»
16. 1 карбованець «175-річчя з дня народження Т. Г. Шевченка»
17. 1 карбованець «100-річчя з дня смерті М. Емінеску»
18. 1 карбованець «Г. К. Жуков»
19. 1 карбованець «125-річчя з дня народження Яніса Райніса»
20. 1 карбованець «500-річчя з дня народження Франциска Скорини»
21. 1 карбованець «150-річчя з дня народження П. І. Чайковського»
22. 1 карбованець «130-річчя з дня народження А. П. Чехова»
23. 1 карбованець «100-річчя з дня народження К. В. Іванова»
24. 1 карбованець «125-річчя з дня народження П. М. Лебедєва»
25. 1 карбованець «Махтумкулі»
26. 1 карбованець «550-річчя з дня народження Алішера Навої»
27. 1 карбованець «850-річчя з дня народження Нізамі Гянджеві»
28. 1 карбованець «100-річчя з дня народження С. С. Прокоф'єва»

1. 5 карбованців «Пам'ятник Петру Першому в Ленінграді»
2. 5 карбованців «Софійський собор у Києві»
3. 5 карбованців «Пам'ятник Тисячоліття Росії в Новгороді»
4. 5 карбованців «Благовіщенський собор Московського Кремля»
5. 5 карбованців «Ансамбль Регістан у Самарканді»
6. 5 карбованців «Собор Покрова на рові в Москві»
7. 5 карбованців «Великий палац у Петродворці»
8. 5 карбованців «Матенадаран в Єревані»
9. 5 карбованців «Успенський собор у Москві»
10. 5 карбованців «Архангельський собор у Москві»
11. 5 карбованців «Державний банк»
12. 5 карбованців «Пам'ятник Давиду Сасунському в Єревані»

1. 1 карбованець «XXV літні Олімпійські ігри в Барселоні (Метання списа)»
2. 1 карбованець «XXV літні Олімпійські ігри в Барселоні (Важка атлетика)»
3. 1 карбованець «XXV літні Олімпійські ігри в Барселоні (Легка атлетика)»
4. 1 карбованець «XXV літні Олімпійські ігри в Барселоні (Велоспорт)»
5. 1 карбованець «XXV літні Олімпійські ігри в Барселоні (Боротьба)»
6. 1 карбованець «XXV літні Олімпійські ігри в Барселоні (Стрибки в довжину)»

1. 3 карбованці «250-річчя з дня відкриття Російської Америки (Експедиція Кука в Російську Америку)»
2. 3 карбованці «250-річчя з дня відкриття Російської Америки (Фортеця Росс)»
3. 25 карбованців «250-річчя відкриття Російської Америки (Пакетбот «Святий Павло»)»
4. 25 карбованців «250-річчя відкриття Російської Америки (Пакетбот «Святий Петро»)»
5. 25 карбованців «250-річчя відкриття Російської Америки (Гавань трьох святителів)»
6. 25 карбованців «250-річчя відкриття Російської Америки (Новоархангельськ)»
7. 150 карбованців «250-річчя з дня відкриття Російської Америки (Бот «Святий Гавриїл»)»
8. 150 карбованців «250-річчя з дня відкриття Російської Америки (Іоанн Веніамінов)»

1. 3 карбованці «500-річчя Російської держави (Московський кремль)»
2. 3 карбованці «500-річчя Російської держави (Перші загальноруські монети)»
3. 3 карбованці «500-річчя Російської держави (Флот Петра Великого)»
4. 3 карбованці «500-річчя Російської держави (Петропавлівська фортеця)»
5. 3 карбованці «500-річчя Російської держави (Великий театр)»
6. 3 карбованці «500-річчя Російської держави (Тріумфальна арка)»
7. 25 карбованців «500-річчя Російської держави (Іван ІІІ)»
8. 25 карбованців «500-річчя Російської держави (Петро І)»
9. 25 карбованців «500-річчя Російської держави (Відміна кріпосного права)»
10. 50 карбованців «500-річчя Російської держави (Успенський собор)»
11. 50 карбованців «500-річчя Російської держави (Церква Архангела Гавриїла)»
12. 50 карбованців «500-річчя Російської держави (Ісаакіївський собор)»
13. 100 карбованців «500-річчя Російської держави (Державна печатка Івана III)»
14. 100 карбованців «500-річчя Російської держави (Пам'ятник Петру I)»
15. 100 карбованців «500-річчя Російської держави (Л. М. Толстой)»
16. 150 карбованців «500-річчя Російської держави (Стояння на Угрі)»
17. 150 карбованців «500-річчя Російської держави (Полтавська битва)»
18. 150 карбованців «500-річчя Російської держави (Війна 1812 року)»

1. 3 карбованці «1000-річчя давньоруського зодчества (Софійський собор)»
2. 3 карбованці «1000-річчя давньоруського монетного карбування (Срібник Володимира)»
3. 25 карбованців «1000-річчя хрещення Русі (Пам'ятник князу Володимиру)»
4. 50 карбованців «1000-річчя давньоруської архітектури (Софійський собор)»
5. 100 карбованців «1000-річчя російської монетної справи (Златник Володимира)»
6. 150 карбованців «1000-річчя давньоруської літератури (Слово о полку Ігоревім)»

1. 5 карбованців «Російський балет»
2. 10 карбованців «Російський балет» (1990)
3. 10 карбованців «Російський балет» (1991)
4. 10 карбованців «Російський балет» (Unc)
5. 25 карбованців «Російський балет» (1989)
6. 25 карбованців «Російський балет» (1990)
7. 25 карбованців «Російський балет» (1991)
8. 25 карбованців «Російський балет» (Unc)
9. 25 карбованців «Російський балет» (Proof)
10. 50 карбованців «Російський балет» (Unc)
11. 50 карбованців «Російський балет» (Proof)
12. 100 карбованців «Російський балет» (Unc)
13. 100 карбованців «Російський балет» (Proof)

1. 5 карбованців «Червона книга (Рибний пугач)»
2. 5 карбованців «Червона книга (Козел гвинторогий)»

1. 1 карбованець «60-річчя Великої Жовтневої соціалістичної революції»
2. 1 карбованець «20-річчя першого польоту людини в космос — громадянина СРСР Ю. О. Гагаріна»
3. 1 карбованець «Радянсько-болгарська дружба»
4. 1 карбованець «60-річчя утворення СРСР»
5. 1 карбованець «20-річчя першого польоту в космос жінки — громадянки СРСР В. В. Терешкової»
6. 1 карбованець «XII Всесвітній фестиваль молоді та студентів у Москві»
7. 1 карбованець «Міжнародний рік миру»
8. 1 карбованець «175-річчя з дня Бородінської битви (Обеліск)»
9. 1 карбованець «175-річчя з дня Бородінської битви (Барельєф)»
10. 3 карбованці «Всенародна допомога Вірменії у зв'язку з землетрусом»
11. 3 карбованці «Зустріч у верхах в інтересах дітей»
12. 3 карбованця «30-річчя першого польоту людини в космос»